# Temporada de huracanes del Atlántico de 2020
La temporada de huracanes del Atlántico de 2020 fue una temporada hiperactiva que presentó la formación de ciclones tropicales a un ritmo récord, siendo la temporada más activa de la historia desde que comenzaron los registros. Con la formación total de 31 ciclones tropicales o subtropicales, 30 tormentas con nombre, 14 huracanes y 7 huracanes mayores. También es  solo la segunda y última temporada de ciclones tropicales que presentó el sistema de nombres de tormenta con letras griegas, siendo la primera la temporada de 2005. Esta temporada también tuvo seis huracanes que tocaron tierra en los Estados Unidos, que es la mayor cantidad jamás registrada, empatando con 1886 y 1985. Con un saldo de $ 50.435 mil millones es la séptima temporada más costosa registrada. La temporada comenzó oficialmente el 1 de junio y finalizó oficialmente el 30 de noviembre; sin embargo, la formación de ciclones tropicales es posible en cualquier momento, como lo ilustran las formaciones de las tormentas tropicales Arthur y Bertha, el 16 y 27 de mayo, respectivamente. Esto marcó el sexto año consecutivo récord con sistemas de pretemporada. Durante la temporada, la tormenta tropical Cristóbal y todos los ciclones desde Edouard hasta Iota batieron el récord de formación más temprana por número de tormentas desde que comenzaron los registros en 1851. De las 30 tormentas con nombre, 11 tocaron tierra en los Estados Unidos contiguos, batiendo el récord de nueve establecido en 1916. Además, la temporada está empatada con 1886 y 1916 con seis ciclones tropicales con nombre que tocaron tierra en los Estados Unidos continentales antes de septiembre. Esta temporada también contó con 10 ciclones tropicales que han experimentado una rápida intensificación, empatando con la temporada de 1995. Esta actividad sin precedentes fue impulsada por La Niña que se desarrolló en los meses de verano de 2020. Fue la quinta temporada consecutiva superior a la media, desde la temporada de 2016, superando la racha más larga de cuatro años entre 1998 y 2001
En mayo se formó la Tormenta tropical Arthur que causó vientos con fuerza de tormenta tropical en Las Carolinas y once días después se formó Bertha, que trajo numerosas lluvias a Florida y provocó daños mínimos al tocar tierra en Carolina del Sur. En junio, Cristobal se formó, matando a 6 personas y causando daños por $310 millones a su paso por Centroamérica y Estados Unidos. En julio, se formó Edouard, seguida de la tormenta tropical Fay, que causó daños moderados por al menos $220 millones y mató a seis personas en el noreste de los Estados Unidos. Luego se formó la tormenta tropical Gonzalo que causó daños mínimos en Trinidad y Tobago. Dos semanas después, Hanna, el primer huracán de la temporada, tocó tierra en el sur de Texas causando daños por $1.2 mil millones y diez fallecidos. A esto le siguió el Huracán Isaias, que tocó tierra en República Dominicana como tormenta tropical y luego en las Bahamas y Carolina del Norte, ambas veces como huracán de categoría 1, y provocó fuertes impactos y un brote de tornado destructivo, causando un daño total de $4.8 mil millones y diecisiete fallecidos. En agosto, Laura se convirtió en el ciclón tropical más fuerte registrado en términos de velocidad del viento en tocar tierra en Luisiana, junto con el huracán Last Island de 1856. En general, Laura causó daños por al menos $19.1 mil millones y 81 muertes a su paso por el Caribe y Estados Unidos. Septiembre fue el mes más activo registrado del Atlántico, con diez tormentas con nombre. El Huracán Nana tocó tierra en Belice, la primera tormenta en tocar tierra en ese país desde el Huracán Earl en 2016 y provocó daños mínimos. El Huracán Paulette tocó tierra en Bermudas, la primera tormenta en hacerlo desde el Huracán Gonzalo en 2014 causando daños por $50 millones y mató a dos personas en Estados Unidos por el fuerte oleaje. Después el Huracán Sally afectó severamente la Costa del golfo de Estados Unidos, especialmente la costa de Alabama donde tocó tierra, causando nueve fallecidos y daños por al menos $7.3 mil millones, mientras que el huracán masivo Teddy afectó al Atlántico canadiense como un ciclón extratropical, al tiempo que se convirtió en el cuarto ciclón tropical más grande registrado por vientos huracanados causando daños por al menos $20 millones y matando a dos personas en Estados Unidos y a una en Puerto Rico por el fuerte oleaje. La tormenta tropical Vicky mató a una persona en las islas de Cabo Verde. El alfabeto griego comenzó con Alpha, la primera tormenta subtropical registrada en Portugal que mató a una persona en España. Finalmente, la tormenta tropical Beta afectó a Texas, provocando inundaciones moderadas por un daño de $225 millones y un fallecido.
En octubre, los huracanes Gamma y Delta azotaron la Península de Yucatán en México, provocando entre ambos ocho fallecimientos en México. Más tarde, Delta impactaría a Louisiana, convirtiéndose en la novena tormenta en azotar los Estados Unidos continentales esta temporada provocando cuatro fallecimientos en este país y un daño total de $3.09 mil millones a su paso por México y Estados Unidos. Además, el Huracán Epsilon se formó al sureste de las Bermudas y se convirtió en el cuarto huracán mayor de la temporada matando a una persona en Estados Unidos por el fuerte oleaje, mientras que el Huracán Zeta pasó por la península de Yucatán antes de convertirse en la cuarta tormenta récord de la temporada en tocar tierra en Luisiana, empatando el récord establecido en la temporada de 2002, matando a nueve personas en Jamaica y Estados Unidos con un daño de $4.42 mil millones. A finales de este mes se formó una tormenta tropical que más tarde se convertiría en el Huracán Eta, que propició a más inundaciones en el sureste de México dejando daños por al menos $8.3 mil millones y al menos 165 perdidas de vidas humanas en Centroamérica y diez en Estados Unidos. A mediados de noviembre se formó la tormenta tropical Iota, que más tarde se convirtió en el decimocuarto huracán de la temporada y en el séptimo huracán mayor, convirtiendo a 2020 en la única temporada con dos huracanes importantes en el mes de noviembre. Iota tocó tierra casi en el mismo lugar que lo hizo Eta en Nicaragua dos semanas antes,  propiciando a una mayor destrucción de la zona dejando daños por $1.4 mil millones y 84 fallecidos en Centroamérica.

## Pronósticos
Los pronósticos de la actividad de huracanes son emitidos antes de cada temporada de huracanes por los destacados expertos en huracanes Philip J. Klotzbach, William M. Gray y sus asociados en la Universidad Estatal de Colorado; y por separado por los pronosticadores de la Administración Nacional Oceánica y Atmosférica (NOAA).
El equipo de Klotzbach (anteriormente dirigido por Gray) definió el número promedio de tormentas por temporada (entre 1981 a 2010) como 12.1 tormentas tropicales, 6.4 huracanes, 2.7 huracanes mayores (tormentas que alcanzan al menos la categoría 3 en la escala de huracanes de Saffir-Simpson) y la Energía Ciclónica Acumulada en un índice 96.1 unidades.
La Administración Nacional Oceánica y Atmosférica (NOAA) define una temporada como superior a lo normal, casi normal o inferior a lo normal mediante una combinación del número de tormentas nombradas, el número que alcanza la fuerza de huracán, el número que alcanza la fuerza de huracán mayor y el índice de la Energía Ciclónica Acumulada.

### Previsiones de pretemporada
El 19 de diciembre de 2019, Tropical Storm Risk (TSR), un consorcio público compuesto por expertos en seguros, gestión de riesgos y pronósticos climáticos estacionales en el University College de Londres, emitió un pronóstico de rango extendido que predice una temporada de huracanes ligeramente superior al promedio. En su informe, la organización solicitó 15 tormentas nombradas, 7 huracanes, 4 huracanes mayores y un índice de la Energía Ciclónica Acumulada (ACE) de 105 unidades. Este pronóstico se basó en la predicción de vientos alisios cercanos al promedio y temperaturas de la superficie del mar (SST, por sus siglas en inglés) ligeramente más cálidas de lo normal en el Atlántico tropical, así como el actual El Niño-Oscilación del Sur (ENSO) en el Pacífico ecuatorial. El 2 de abril de 2020, los pronosticadores de la Universidad Estatal de Colorado se hicieron eco de las predicciones de una temporada superior a la media, pronosticando 16 tormentas nombradas, 8 huracanes, 4 huracanes mayores y un índice ACE de 150 unidades. La organización publicó probabilidades significativamente mayores para el seguimiento de huracanes a través del Caribe y los huracanes que golpean la costa de los Estados Unidos. TSR actualizó su pronóstico el 7 de abril, prediciendo 16 tormentas nombradas, 8 huracanes, 3 huracanes mayores y un índice de la Energía Ciclónica Acumulada (ACE) de 130 unidades. El 13 de abril, la Universidad de Arizona (UA) predijo una temporada de huracanes potencialmente hiperactiva: 19 tormentas nombradas, 10 huracanes, 5 huracanes mayores e índice de energía ciclónica acumulada de 163 unidades. El 15 de abril, The Weather Company lanzó una predicción similar de 18 tormentas nombradas, 9 huracanes y 4 huracanes mayores. Después de eso, la Universidad Estatal de Carolina del Norte publicó un pronóstico similar el 17 de abril, y también convocó a una temporada posiblemente hiperactiva con 18 a 22 tormentas nombradas, 8 a 11 huracanes y 3 a 5 huracanes mayores.
El 20 de mayo, el Servicio Meteorológico Nacional de México publicó su pronóstico para una temporada superior a la media con 15–19 tormentas nombradas, 7–9 huracanes y 3–4 huracanes mayores. La Oficina Meteorológica del Reino Unido publicó su pronóstico ese mismo día, prediciendo una actividad promedio con 13 tormentas nombradas, 7 huracanes y 3 huracanes mayores que se espera desarrollar entre junio y noviembre de 2020. También predijeron un índice ACE de alrededor de 110 unidades. La Administración Nacional Oceánica y Atmosférica (NOAA) emitió su pronóstico el 21 de mayo, pidiendo una probabilidad del 60% de una temporada por encima de lo normal con 13–19 tormentas nombradas, 6–10 huracanes, 3–6 huracanes mayores y un índice ACE entre 110% y 190% de las mediana. Citaron la fase cálida en curso de la Oscilación Multidecadal del Atlántico y la expectativa de condiciones de El Niño-Oscilación del Sur (ENSO) neutrales o incluso de La Niña durante el pico de la temporada como factores que aumentarían la actividad.

### Previsiones en la media temporada
El 4 de junio, la Universidad Estatal de Colorado publicó un pronóstico actualizado, que convocó a 19 tormentas nombradas, 9 huracanes y 4 huracanes mayores. El 7 de julio, la Universidad Estatal de Colorado publicó un pronóstico actualizado, que llamaba a 20 tormentas nombradas, 9 huracanes y 4 huracanes mayores. En el mismo día, el riesgo de tormenta tropical publicó un pronóstico actualizado, llamando a 18 tormentas nombradas, 8 huracanes y 4 huracanes mayores. El 16 de julio, The Weather Channel publicó un pronóstico actualizado, que llamaba a 20 tormentas nombradas, 8 huracanes y 4 huracanes mayores. El 5 de agosto, la Universidad Estatal de Colorado publicó un pronóstico actualizado, su último para 2020, pidiendo una temporada casi sin precedentes, prediciendo un total de 24 tormentas nombradas, 12 huracanes y 5 huracanes mayores, citando la cizalladura del viento anómalamente baja y presiones superficiales a través de la cuenca durante el mes de julio y sustancialmente más cálido que el promedio del Atlántico tropical y La Niña entrante. Al día siguiente, NOAA lanzó su segundo pronóstico para la temporada al tiempo que pedía una temporada "extremadamente activa" que contenga 19-25 tormentas nombradas, 7-11 huracanes y 3-6 huracanes mayores. Este fue uno de los pronósticos más activos jamás lanzado por NOAA para una temporada de huracanes en el Atlántico.

### Efecto con la pandemia delCOVID-19
Al principio, los funcionarios de los Estados Unidos expresaron su preocupación de que la temporada de huracanes podría exacerbar los efectos de la pandemia de COVID-19 para los residentes de la costa estadounidense. Como se expresa en un artículo de opinión de la Revista de la Asociación Médica Estadounidense, "existe una incompatibilidad inherente entre las estrategias para la protección de la población contra los peligros de los huracanes: evacuación y refugio (es decir, transportar y reunir a las personas en grupos)" y " enfoques para frenar la propagación del COVID-19: distanciamiento físico y órdenes de quedarse en casa (es decir, separar y mantener a las personas separadas) ".

## Resumen de la temporada

### Actividad

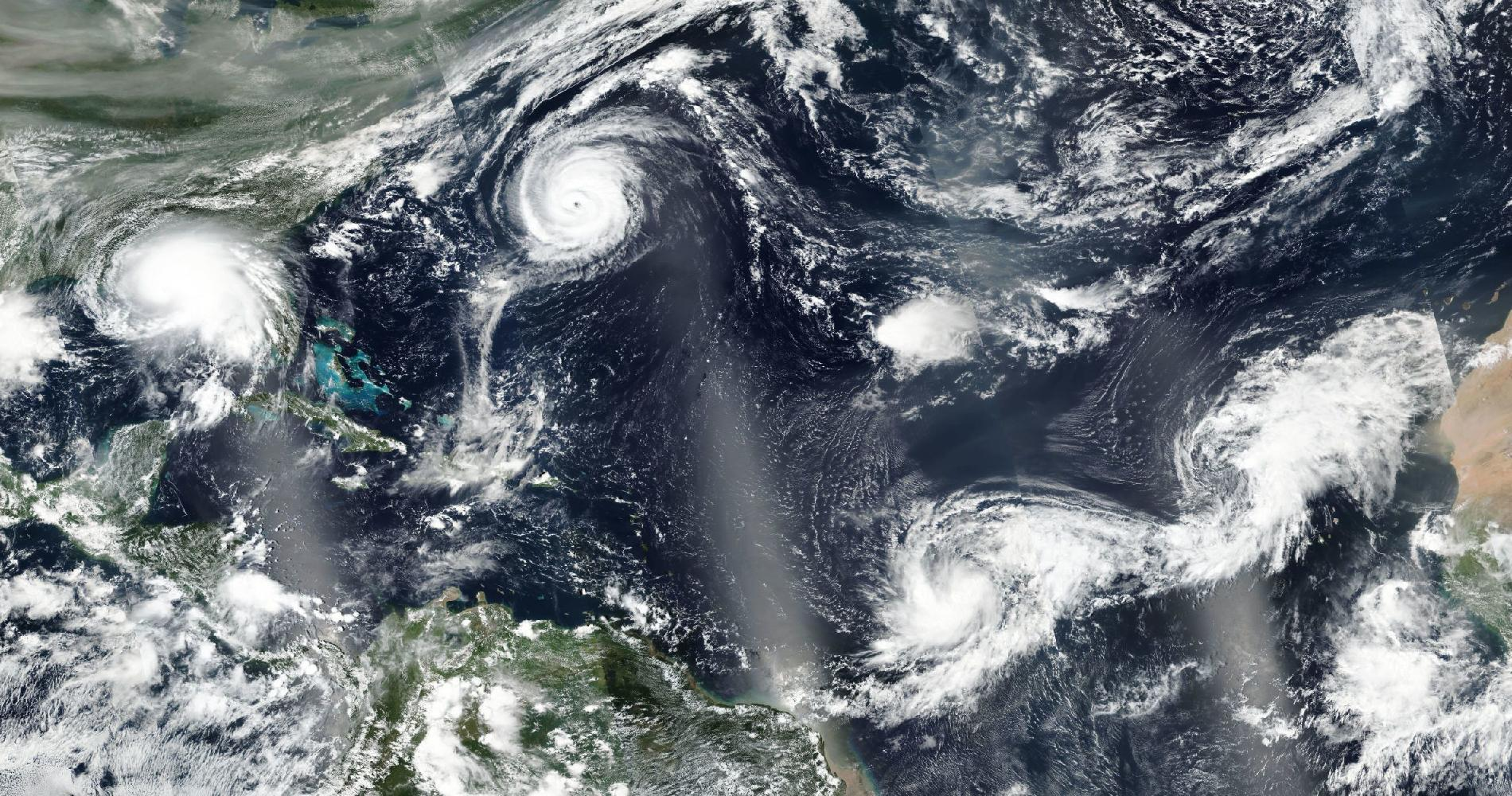
Cinco ciclones tropicales simultáneos activos del Atlántico el 14 de septiembre de 2020: Sally (izquierda), Paulette (centro izquierda), Rene (centro derecha), Teddy (abajo derecha) y Vicky (extremo derecho). Las olas que luego generarían a Beta y Wilfred están ubicadas respectivamente a la izquierda de Sally y en la parte inferior derecha de Vicky, y el ciclón extratropical que luego se convertiría en Alpha es visible al norte de Rene.

La ciclogénesis tropical comenzó en el mes de mayo, con las tormentas tropicales Arthur y  Bertha. Esto marcó la primera ocurrencia de dos tormentas tropicales de pretemporada en el Atlántico desde 2016, la primera ocurrencia de dos tormentas con nombre en el mes de mayo desde 2012, y la sexta temporada consecutiva récord con actividad de pretemporada, extendiendo el récord establecido desde 2015 a 2019. La tormenta tropical Cristobal se formó el 1 de junio, coincidiendo con el inicio oficial de la temporada de huracanes en el Atlántico, lo que también convierte a Cristobal en la tercera tormenta en recibir nombre más antiguo registrada en la cuenca del Atlántico. La tormenta tropical Dolly también se formó en junio. Las tormentas tropicales Edouard, Fay y Gonzalo, junto con los huracanes Hanna e Isaias, se formaron en julio. La temporada vio el desarrollo de siete tormentas tropicales consecutivas que no alcanzaron el estado de huracán, la primera ocurrencia de tal fenómeno desde 2013. Hanna se convirtió en el primer huracán de la temporada y golpeó el sur de Texas, mientras que Isaias se convirtió en el segundo huracán de la temporada y causó daños generalizados en partes del Caribe y Estados Unidos. La Depresión tropical Diez también se formó a finales de julio frente a las costas de África Occidental, aunque no alcanzó el estado de tormenta tropical y se disipó rápidamente. No obstante, julio de 2020 empató el de 2005 como el más activo registrado en la cuenca en términos de sistemas nombrados.

### Récords e impactos
| Registros de formación de tormentas tropicales/subtropicales ambientada durante la temporada de huracanes del Atlántico de 2020 | Registros de formación de tormentas tropicales/subtropicales ambientada durante la temporada de huracanes del Atlántico de 2020 | Registros de formación de tormentas tropicales/subtropicales ambientada durante la temporada de huracanes del Atlántico de 2020 | Registros de formación de tormentas tropicales/subtropicales ambientada durante la temporada de huracanes del Atlántico de 2020 | Registros de formación de tormentas tropicales/subtropicales ambientada durante la temporada de huracanes del Atlántico de 2020 |
| N.º de tormenta | Más temprano | Más temprano | Siguiente más temprano | Siguiente más temprano |
| N.º de tormenta | Nombre | Fecha de formación | Nombre | Fecha de formación |
| --- | --- | --- | --- | --- |
| 03 | Cristobal | 2 de junio de 2020 | Colin | 5 de junio de 2016 |
| 05 | Edouard | 6 de julio de 2020 | Emily | 11 de julio de 2005 |
| 06 | Fay | 9 de julio de 2020 | Franklin | 21 de julio de 2005 |
| 07 | Gonzalo | 22 de julio de 2020 | Gert | 24 de julio de 2005 |
| 08 | Hanna | 24 de julio de 2020 | Harvey | 3 de agosto de 2005 |
| 09 | Isaias | 30 de julio de 2020 | Irene | 7 de agosto de 2005 |
| 10 | Josephine | 13 de agosto de 2020 | Jose | 22 de agosto de 2005 |
| 11 | Kyle | 14 de agosto de 2020 | Katrina | 24 de agosto de 2005 |
| 12 | Laura | 21 de agosto de 2020 | Luis | 29 de agosto de 1995 |
| 13 | Marco | 22 de agosto de 2020 | Maria | 2 de septiembre de 2005 |
| 13 | Marco | 22 de agosto de 2020 | Lee | 2 de septiembre de 2011 |
| 14 | Nana | 1 de septiembre de 2020 | Nate | 5 de septiembre de 2005 |
| 15 | Omar | 1 de septiembre de 2020 | Ophelia | 7 de septiembre de 2005 |
| 16 | Paulette | 7 de septiembre de 2020 | Philippe | 17 de septiembre de 2005 |
| 17 | Rene | 7 de septiembre de 2020 | Rita | 18 de septiembre de 2005 |
| 18 | Sally | 12 de septiembre de 2020 | Stan | 2 de octubre de 2005 |
| 19 | Teddy | 14 de septiembre de 2020 | "Azores" | 4 de octubre de 2005 |
| 20 | Vicky | 14 de septiembre de 2020 | Tammy | 5 de octubre de 2005 |
| 21 | Wilfred | 17 de septiembre de 2020 | Vince | 8 de octubre de 2005 |
| 22 | Alpha | 17 de septiembre de 2020 | Wilma | 17 de octubre de 2005 |
| 23 | Beta | 18 de septiembre de 2020 | Alpha | 22 de octubre de 2005 |
| 24 | Gamma | 2 de octubre de 2020 | Beta | 27 de octubre de 2005 |
| 25 | Delta | 5 de octubre de 2020 | Gamma | 15 de noviembre de 2005 |
| 26 | Epsilon | 19 de octubre de 2020 | Delta | 22 de noviembre de 2005 |
| 27 | Zeta | 25 de octubre de 2020 | Epsilon | 29 de noviembre de 2005 |
| 28 | Eta | 1 de noviembre de 2020 | Zeta | 30 de diciembre de 2005 |
| 29 | Theta | 10 de noviembre de 2020 | Formación más temprana en virtud de ser el primero de ese número                                                                | Formación más temprana en virtud de ser el primero de ese número                                                                |
| 30 | Iota | 13 de noviembre de 2020 | Formación más temprana en virtud de ser el primero de ese número                                                                | Formación más temprana en virtud de ser el primero de ese número                                                                |

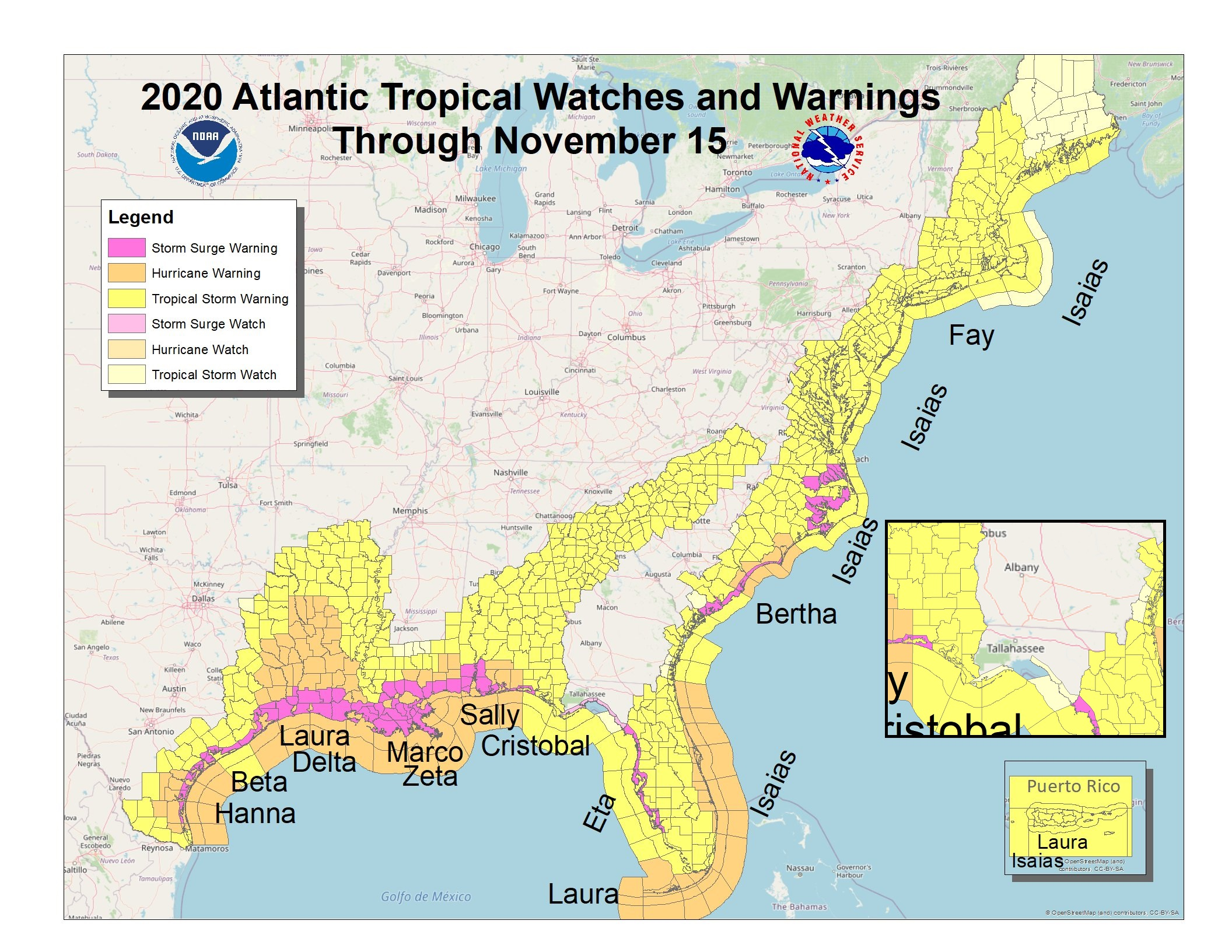
Se emitieron alertas y advertencias por ciclones tropicales en los Estados Unidos hasta el 15 de noviembre de 2020. Se emitieron alertas y advertencias en todos los condados costeros excepto en los condados de Wakulla y Jefferson en Florida.

agosto vio las formaciones de las tormentas tropicales Josephine y Kyle, y los huracanes Laura y Marco. Marco finalmente se convirtió en el tercer huracán de la temporada, pero se debilitó rápidamente y no llegó a tocar tierra. Posteriormente, Laura se convirtió en el cuarto huracán, y el primer huracán mayor de la temporada, antes de tocar tierra en el suroeste de Luisiana con una fuerza de categoría 4 con vientos de 240 km/h (150 mph). El mes concluyó con la formación de la depresión tropical Quince, que se intensificó en la tormenta tropical Omar el 1 de septiembre.
El mes de septiembre contó con las formaciones de las tormentas tropicales Rene, Vicky, Wilfred y Beta, la tormenta subtropical Alpha y los huracanes Nana, Paulette, Sally y Teddy. Este enjambre de tormentas coincidió con el pico de la temporada de huracanes y el desarrollo de las condiciones de La Niña. El huracán Sally tocó tierra cerca de Miami en Florida como una depresión tropical antes de causar grandes daños en todo el sureste de Estados Unidos, como un huracán de categoría 2. Teddy, el octavo y segundo huracán mayor de la temporada, se formó inicialmente el 12 de septiembre, mientras que la tormenta tropical Vicky se formó dos días después. Con la formación de Vicky, cinco ciclones tropicales estuvieron activos simultáneamente en la cuenca del Atlántico por primera vez desde 1995. El 16 de septiembre, tres huracanes de categoría 2 estaban activos simultáneamente: Paulette, Sally y Teddy. Paulette se convirtió en la primera tormenta en azotar Bermudas desde el huracán Gonzalo en 2014, mientras que Sally azotó Gulf Shores en Alabama, el mismo día y lugar donde el huracán Ivan tocó tierra en 2004, causando graves daños. Mientras tanto, el 23 de septiembre, el Huracán Teddy golpeó el Atlántico canadiense como un ciclón extratropical extremadamente grande. Además, Paulette se reformó brevemente como tormenta tropical el 20 de septiembre antes de volverse postropical una vez más. El 17 de septiembre, Wilfred y Alpha se convirtieron en tormentas tropicales. Alpha impactó la península ibérica y fue la primera tormenta con nombre que tocó tierra en Portugal. El 18 de septiembre se formó la tormenta tropical Beta. La intensificación de Beta en una tormenta tropical convirtió a septiembre de 2020 en el mes más activo registrado con diez ciclones nombrados. Beta pasó a impactar Texas, Luisiana y Misisipi antes de hacer la transición a un remanente bajo sobre Alabama, marcando un abrupto final de los 18 días consecutivos de actividad.
Después de un período de inactividad, la depresión tropical Veinticinco se desarrolló en el Mar Caribe occidental el 2 de octubre antes de fortalecerse aún más en el Huracán Gamma el 3 de octubre e impactar la Península de Yucatán ese día como huracán categoría 1. El 4 de octubre, el Huracán Delta se desarrolló inicialmente como una depresión tropical en el mar Caribe al sur de Jamaica antes de convertirse en el décimo huracán de la temporada el 6 de octubre. Luego impactó una gran franja del Caribe Occidental y también se convirtió en el tercer gran huracán de la temporada. Delta tocó tierra en la península de Yucatán el 7 de octubre como huracán de categoría 2, seguido de una segunda llegada a tierra en Luisiana el 9 de octubre también como huracán de categoría 2. Después de nueve días más de inactividad, la tormenta tropical Epsilon se formó a mediados de octubre y se convirtió en el undécimo huracán de la temporada el 21 de octubre y poco después en el cuarto huracán mayor de la temporada. 
Más tarde ese mes, el Huracán Zeta se formó al suroeste de las Islas Caimán y tomó una trayectoria casi idéntica a Delta, golpeando la península de Yucatán a primera hora del 27 de octubre antes de girar hacia el noreste, acelerando y se convirtió en el quinto huracán mayor de la temporada antes de tocar tierra en el sureste de Luisiana como un huracán de categoría 3 el 28 de octubre. La depresión tropical Veintinueve se formó en el centro del Mar Caribe el 31 de octubre y se fortaleció en la tormenta tropical Eta a principios del 1 de noviembre antes de intensificarse rápidamente en el sexto huracán mayor de la temporada al día siguiente. Después de alcanzar su punto máximo como un huracán de categoría 4 de alto nivel, el sistema se debilitó levemente debido a un ciclo de reemplazo de la pared del ojo antes de tocar tierra en Nicaragua.

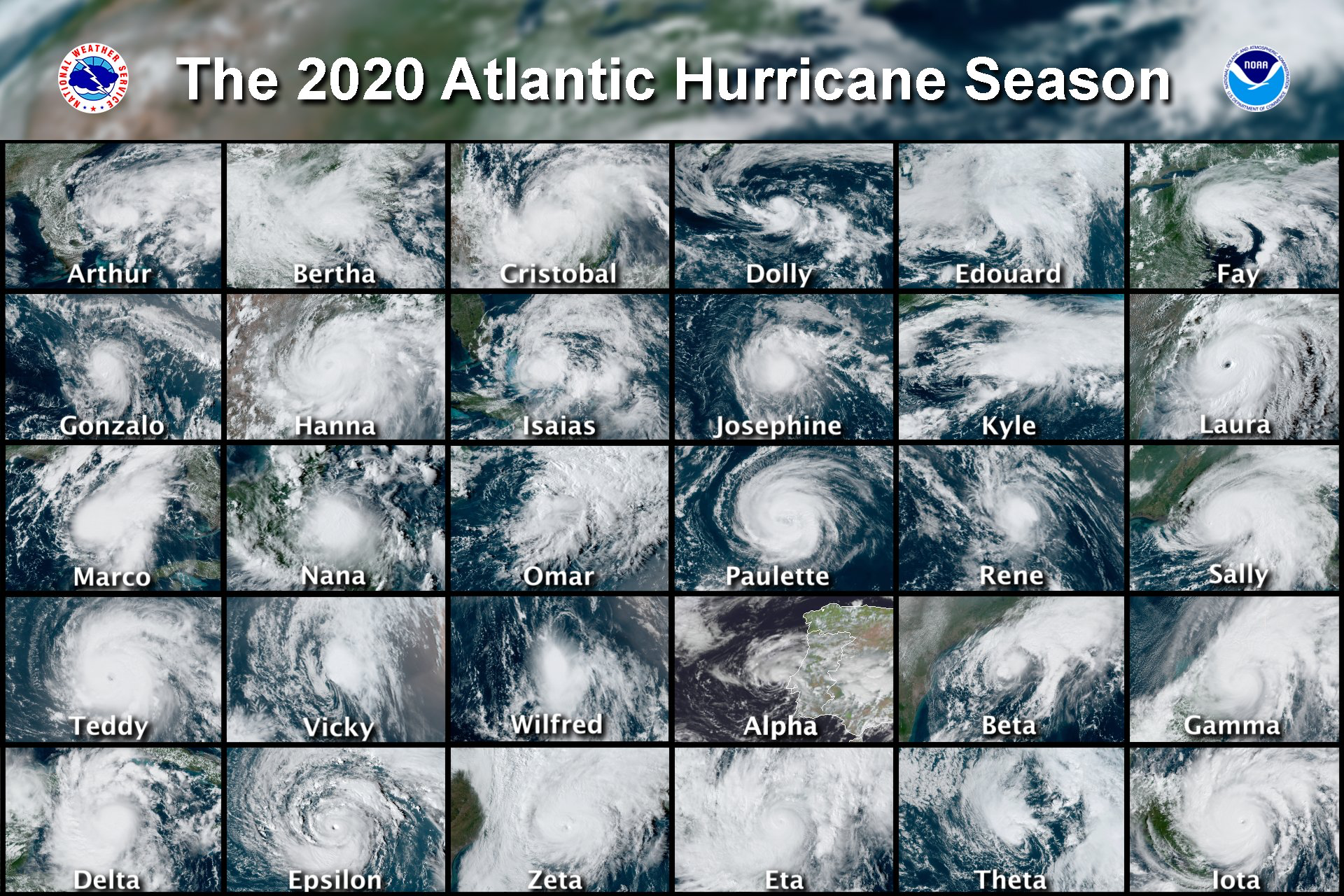
Cuadro que muestra el resumen completo de todos las tormentas nombradas de la Temporada de huracanes del Atlántico de 2020.

Posteriormente, Eta regresó al Caribe y volvió a convertirse en una tormenta tropical antes de tomar un camino sinuoso y errático que pasó sobre Cuba y a través de los Cayos de Florida antes de detenerse en el sur del Golfo de México. Luego se movió hacia el norte-noreste hacia la costa oeste de Florida, fortaleciéndose brevemente hasta convertirse en un huracán mínimo en la trayectoria. El 10 de noviembre, la tormenta tropical Theta se formó a partir de una baja no tropical sobre el Atlántico noreste, antes de pasar a una tormenta tropical más tarde ese día. Justo después de que Eta se volviera extratropical frente a la costa este de Estados Unidos, la depresión tropical treinta y uno se formó sobre el Caribe central el 13 de noviembre, empatando 2005 para la mayor cantidad de ciclones tropicales y subtropicales en un año. Luego se formó la tormenta tropical Iota más tarde ese día. La tormenta luchó contra la cizalladura del viento al principio, pero las condiciones gradualmente se hicieron favorables para el desarrollo y la tormenta comenzó a intensificarse rápidamente hasta convertirse en el decimocuarto huracán de la temporada el 15 de noviembre y aún más en el séptimo huracán mayor de la temporada al día siguiente como un huracán de categoría 4 con vientos máximos de 250 km/h (155 mph) y una presión de 917 mbar, convirtiéndose además en la tormenta más fuerte de la temporada. Además, su intensificación a un huracán mayor convirtió a 2020 en la primera temporada con dos grandes huracanes en el mes de noviembre. Iota causó grandes estragos en Centroamérica ya que devastó las mismas áreas que el Huracán Eta había devastado solo dos semanas antes.

### Energía Ciclónica Acumulada (ACE)
La temporada de 2020 ha tenido una actividad a un ritmo récord sin precedentes. La tercera tormenta nombrada de la temporada y todas las tormentas con nombre desde la quinta en adelante se han formado en una fecha anterior en el año que cualquier otra temporada desde que comenzaron los registros confiables en 1851. La actividad estacional se reflejó con un índice de Energía Ciclónica Acumulada de 180.3725 unidades, el ECA es, en términos generales, una medida del poder de un huracán multiplicado por el tiempo que existió; por lo tanto, las tormentas duraderas y los sistemas particularmente fuertes dan como resultado altos niveles de la ECA. La medida se calcula según los avisos completos para ciclones con intensidad de tormenta tropical: tormentas con vientos que superan las 39 mph (63 km/h).

## Ciclones tropicales

### Tormenta tropical Arthur
El 12 de mayo, el Centro Nacional de Huracanes (NHC) observó un área de baja presión que se esperaba desarrollar el fin de semana (16-17 de mayo) al noreste de las Bahamas. A las 23:25 UTC del 13 de mayo, el Centro Nacional de Huracanes (NHC) comenzó a monitorear el valle de baja presión en el Estrecho de Florida, ya que el desarrollo fue posible en las próximas 48 horas. El canal se movió hacia el este a través del Estrecho de Florida a medida que continuó desarrollándose y a las 18:40 UTC del 14 de mayo, el Centro Nacional de Huracanes (NHC) le dio un 70% de posibilidades de formación en las próximas 48 horas, ubicado al sur de los Cayos de Florida. El canal continuó moviéndose hacia el este y desarrollándose y a las 00:00 UTC del 15 de mayo, se programó un avión Hunter de Reserva de Huracanes de la Fuerza Aérea para investigar la perturbación, si fuera necesario. Este vuelo se cancelaría más tarde en el día, y para las 00:00 UTC del 16 de mayo, se programó otro vuelo para investigar la perturbación más tarde en el día. La perturbación luego se curvó hacia el norte a medida que pasaba por la península de Florida, justo en alta mar. A las 18:00 UTC de ese día, los datos del vuelo habían demostrado que la perturbación se había definido mejor y las tormentas eléctricas se habían organizado lo que conllevó a que el CNH emitiera un informe declarando la formación de la Depresión Tropical Uno, marcando el inicio de la Temporada de huracanes.
Otro avión de reconocimiento investigó el sistema varias horas después y encontró evidencia de apoyo para que el Centro Nacional de Huracanes (NHC) actualice la depresión a la tormenta tropical que llevó el nombre Arthur a las 00:00 UTC del 17 de mayo. Con la formación de una tormenta tropical de pretemporada, la temporada de huracanes del Atlántico 2020 se convirtió en la sexta temporada consecutiva con un ciclón tropical antes de la fecha oficial de inicio del 1 de junio. El sistema logró intensificarse ligeramente frente a las costas de Florida y Georgia. Aunque el sistema se movía a través de las aguas más cálidas de la Corriente del Golfo, la apariencia del satélite comenzó a degradarse a medida que se acercaba a la costa de Carolina del Norte debido a las temperaturas marginales de la superficie del mar, el aire seco y la cizalladura moderada del viento. Sin embargo, Arthur se reorganizó temprano el 18 de mayo e incluso se fortaleció ligeramente antes de hacer un pase cercano a los Outer Banks. Más tarde ese día, la tormenta se trasladó a un área de mayor cizalladura del viento, exponiendo su centro de circulación y marcando el comienzo de su transición extratropical,  un proceso que Arthur completó a las 12:00 UTC del 19 de mayo, aproximadamente a 350 millas al este-noroeste de Cabo Hatteras.
Al pasar a menos de 20 millas náuticas de los Outer Banks, la tormenta causó ráfagas de viento con fuerza de tormenta tropical y un solo informe de vientos sostenidos en el puente del río Alligator.

### Tormenta tropical Bertha
El 25 de mayo, el Centro Nacional de Huracanes (NHC) comenzó a rastrear tormentas eléctricas asociadas con un canal de superficie alargado ubicado sobre Florida y el Océano Atlántico contiguo para el desarrollo potencial en un ciclón tropical, pero no esperaba la formación debido a los fuertes vientos de nivel superior. Sin embargo, contrario a las predicciones, el sistema se organizó después de moverse hacia el norte, lo que aumentó la convección y los vientos dentro del sistema. Basado en datos de radar Doppler del NWS de Charleston y datos de boya, el Centro Nacional de Huracanes (NHC) inició avisos sobre la tormenta tropical Bertha a las 06:00 UTC el 27 de mayo. Bertha continuó fortaleciéndose a pesar de su proximidad a la tierra. A las 13:30 UTC Bertha tocó tierra en  Isle of Palms, Carolina del Sur en su máxima intensidad, con vientos de 50 mph (85 km/h) y una presión de 1005 mbar. Bertha comenzó a debilitarse rápidamente una vez tierra adentro, convirtiéndose en una depresión tropical pocas horas después de tocar tierra. Bertha rápidamente degeneró en un remanente post-tropical sobre  Virginia Occidental a las 06:00 UTC del 28 de mayo.
Bertha se agrandó rápidamente cuando se convirtió en extratropical. Sus remanentes causaron fuertes lluvias y tormentas eléctricas en la región de los Grandes Lagos antes de ser absorbidos por un sistema extratropical más grande el 29 de mayo. 
La perturbación precursora de la tormenta tropical Bertha causó un importante evento de lluvia de varios días en todo el sur de Florida, con acumulaciones de 8–10 pulgadas (200–250 mm) en varios lugares, y con una acumulación máxima de 72 horas de 14.19 pulgadas (360 mm) en Miami. Las tasas de precipitación de 4 pulgadas (100 mm) por hora contribuyeron a un total de 24 horas de 7.4 pulgadas (190 mm) allí, más del doble del récord diario de lluvia y resultaron en el evento de lluvia más significativo de la ciudad en ocho años.. En Miami y sus alrededores, las lluvias contribuyeron a la inundación de hogares y carreteras, especialmente cerca de los canales. Algunas casas incluso informaron derrumbes parciales del techo en Hallandale Beach y Hollywood como resultado de la fuerte precipitación. La policía local de El Portal solicitó que el Distrito de Administración del Agua del Sur de la Florida abra compuertas para aliviar las inundaciones en esos canales.
En Hialeah, varios vehículos quedaron varados en carreteras inundadas, lo que provocó varios rescates de agua. El alcalde pidió a los residentes que permanecieran en el interior en consecuencia. Los días de fuertes lluvias provocaron que las oficinas locales del Servicio Meteorológico Nacional emitieran advertencias de inundaciones repentinas, y las tormentas eléctricas esporádicas intensas provocaron advertencias adicionales. Un tornado EF1 causó principalmente daños a árboles y cercas en el sur de Miami, aunque varios campistas también fueron volcados. Las ráfagas asociadas con la perturbación en Florida superaron las 51 mph (82 km/h) cerca de Key Biscayne, Florida. Incluso a medida que el sistema avanzaba hacia el norte, lejos de Florida, las franjas exteriores de la tormenta tropical Bertha contribuyeron al clima tormentoso en todo el estado el 27 de mayo, lo que obligó a posponer el lanzamiento planificado de Crew Dragon Demo-2. Los daños en EE. UU. debido a los remanentes del sistema totalizaron alrededor de US$ 130000.

### Tormenta tropical Cristobal
El Centro Nacional de Huracanes (NHC) comenzó a rastrear la depresión tropical Dos-E, luego la tormenta tropical Amanda sobre el Pacífico oriental para el desarrollo potencial en el Atlántico, a partir de las 06:00 UTC del 31 de mayo. Amanda luego tocó tierra en Guatemala y se disipó a las 21:00 UTC de ese día sobre Guatemala. Sus restos se trasladaron al norte y noroeste a la Bahía de Campeche y continuaron desarrollándose, alcanzando un 90% de posibilidades de formación en la tarde del 1 de junio, sobre la península de Yucatán.  A las 18:00 UTC de ese mismo día, los remanentes de la tormenta tropical Amanda se transformaron en una depresión tropical sobre la Bahía de Campeche, y el Centro Nacional de Huracanes (CNH) comenzó a emitir avisos sobre la depresión tropical Tres. La depresión se movió muy lentamente hacia el oeste sobre la Bahía de Campeche y se intensificó. A las 12:00 UTC del 2 de junio, la depresión se convirtió en una tormenta tropical y se le dio el nombre de Cristóbal. Esto marcó la primera tormenta del tercer nombre en el Atlántico, superando el récord anterior establecido por la tormenta tropical Colin que se formó el 5 de junio de 2016. Después de la actualización, durante el resto del día, el campo eólico de Cristóbal se volvió más simétrico y bien definido, y varios vuelos de reconocimiento hacia la tormenta revelaron un viento que se fortalecía gradualmente y una presión barométrica descendente a medida que la tormenta serpenteaba hacia la costa mexicana. Cristóbal tocó tierra como una fuerte tormenta tropical en  Atasta, Campeche, México a las 13:00 UTC del 3 de junio con vientos de 95 km/h (60 mph) y una presión de 993 mbar. Cristóbal comenzó a debilitarse lentamente a medida que avanzaba el día mientras avanzaba más hacia el sudeste hacia el estado mexicano de Campeche, lo que significa una disminución en la actividad de tormentas eléctricas cerca del centro. A las 00:00 UTC del 4 de junio, Cristóbal se había estancado a solo 20 millas tierra adentro. A las 12:00 UTC de ese mismo día, se informó que Cristobal se había debilitado nuevamente al estado de depresión tropical a medida que la estructura general de la tormenta se deterioró mientras permanecía casi estacionaria en el sureste de México. La tormenta comenzó a acelerarse hacia el norte el 5 de junio cuando una banda de convección arqueada comenzó a desarrollarse sobre los lados norte y este de la tormenta. A las 06:00 UTC de ese día, a pesar de estar situado a 50 millas tierra adentro sobre la Península de Yucatán, Cristobal había vuelto a intensificarse para volver al estado de tormenta tropical.
A medida que Cristobal se alejaba más al norte de la península de Yucatán, el aire seco y la interacción con un canal de nivel superior hacia el este comenzaron a despojar a Cristobal de cualquier convección central, y la mayor parte de la convección se desplazó al este y al norte del centro y libró a Cristobal de una típica estructura de ciclón tropical. A pesar de estar mal organizado, el avión de reconocimiento encontró a Cristobal un poco más fuerte en la tarde del 6 de junio. El patrón de nubes de Cristobal se parecía más a un ciclón subtropical que a un ciclón tropical durante este período, con los vientos más fuertes y la convección desplazados hacia el este del centro. La tormenta tropical Cristóbal tocó tierra por segunda vez el 7 de junio a las 22:00 UTC en Parroquia de Plaquemines, Luisiana con vientos de 85 km/h (50 mph) y una presión de 990 mbar, convirtiéndose en la segunda tormenta más temprana en tocar tierra en Luisiana en el registro. Cristobal se debilitó a una depresión tropical a las 12:00 UTC del día siguiente cuando se trasladó tierra adentro sobre el estado. Sin embargo, Cristobal sobrevivió como una depresión mientras avanzaba por el valle del río Misisipi hasta que finalmente se convirtió en extratropical cerca de las 00:00 UTC del 10 de junio sobre Iowa.
El 1 de junio, el gobierno de México emitió una advertencia de tormenta tropical desde Campeche hacia el oeste hasta Puerto de Veracruz. Los residentes en riesgo en las comunidades de El Bosque Rovirosa y La Costeñita fueron evacuados. 9,000 miembros de la Guardia Nacional Mexicana fueron convocados para ayudar en los preparativos y reparaciones. El 3 de junio, la tormenta tocó tierra cerca de la ciudad de Ciudad del Carmen, produciendo viento de fuerza de tormenta tropical allí. Lluvias significativas cayeron en gran parte del sur de México y América Central. En Zacatecoluca, El Salvador, un deslizamiento de tierra aplastó varias casas y vehículos y causó la desaparición de 7 personas. Hasta 243 milímetros de lluvia cayeron en la península de Yucatán, inundando secciones de una carretera. Las inundaciones de las calles ocurrieron tan lejos como Nicaragua. El 5 de junio, mientras Cristobal todavía era una depresión tropical, el gobierno de México emitió una alerta de tormenta tropical desde Punta Herrero hasta Río Lagartos, así como para otra área desde Intracoastal City, Louisiana hasta la frontera Florida-Alabama, emitida por el Servicio Meteorológico Nacional. Estas áreas se actualizaron más tarde a advertencias y para la costa del Golfo, la advertencia se extendió a la línea Okaloosa/condado de Walton. Cristóbal fue responsable de seis fallecimientos, tres ocurrieron en México y tres en Estados Unidos, cinco fueron por ahogamiento y otra persona murió después de que un árbol le cayera encima.

### Tormenta tropical Dolly
El 19 de junio, el Centro Nacional de Huracanes (NHC) comenzó a monitorear un área de clima perturbado frente a la costa sureste de los Estados Unidos. Para un posible desarrollo subtropical a corto plazo. Moviéndose lentamente hacia el noroeste, el sistema se convirtió en un sistema de baja presión no tropical más definido a principios del 21 de junio. Sin embargo, en ese momento, no se consideraba que el sistema de baja presión se desarrollara debido a las temperaturas desfavorables de la superficie del mar. La circulación del sistema lentamente se hizo más definida a lo largo del día y algunas tormentas comenzaron a desarrollarse cerca de la circulación, pero el sistema salió de las aguas más cálidas de la Corriente del Golfo más tarde esa misma noche y comenzó a perder cualquier convección que se desarrolló. Contrariamente a las predicciones, la baja regresó al sur hacia la Corriente del Golfo en la tarde del 22 de junio después de luchar por desarrollar la convección, y una nueva actividad de tormenta comenzó a disparar cerca de la circulación. La actividad convectiva de la baja rápidamente se volvió más definida y bien organizada durante el día, mientras que la circulación se cerró, lo que llevó al Centro Nacional de Huracanes (NHC) a actualizar el sistema a la depresión subtropical Cuatro alrededor de las 12:00 UTC del 22 de junio. A la mañana siguiente, la convección profunda aumentó y se organizó en una banda circular cerca del centro de circulación, aunque no lo suficientemente significativa como para garantizar una mejora a una tormenta subtropical. Sin embargo el sistema se organizó lo suficiente y a las 06:00 UTC del 23 de agosto el sistema se convirtió en la Tormenta Subtropical Dolly, marcando la tercera aparición más temprana de la cuarta tormenta con nombre de la temporada, solo detrás de la tormenta tropical Debby y la tormenta tropical Danielle en 2012 y 2016, respectivamente. Dolly también fue el sistema de formación más al norte más lejano registrado antes del 1 de julio en el Atlántico, y la segunda tormenta nombrada más al norte que se registró en el Atlántico Norte antes del 1 de agosto. Los datos posteriores de ASCAT indicaron que el sistema había contraído su campo de viento de manera significativa (volviéndose más característico de un ciclón tropical) y al mismo tiempo confirmando que la tormenta se había fortalecido aún más con vientos de 45 mph (75 km/h), permitiendo que el Centro Nacional de Huracanes (NHC) proporcione una actualización del sistema y ascenderlo al estado de tormenta tropical a las 12:00 UTC del 23 de junio. Sin embargo, la intensidad máxima de Dolly demostró ser de corta duración ya que la convección central comenzó a disminuir mientras se desplazaba sobre aguas oceánicas más frías y la tormenta comenzó a debilitarse como resultado. A las 06:00 UTC del 24 de junio, Dolly se convirtió en un remanente bajo a pocos cientos de millas al sureste de Nueva Escocia ya que cualquier convección restante se desplazó bien hacia el sur del sistema y la circulación permaneció expuesta.

### Tormenta tropical Edouard
El 1 de julio, un grupo de tormentas eléctricas conocidas como vórtice convectivo de mesoescala se formó sobre el norte del valle de Tennessee en asociación con un patrón frontal estancado y se movió lentamente hacia el sureste. Para el 2 de julio, el remanente mesolow emergió de la costa de Georgia. A medida que el sistema se desplazó gradualmente sobre las temperaturas cálidas de la superficie del mar cerca de la costa, algo de actividad de tormentas eléctricas organizadas floreció cerca del centro del sistema durante el 3 de julio y ayudó al sistema a desarrollar una circulación de nivel bajo más definida. Alrededor de las 00:00 UTC del 4 de julio, el Centro Nacional de Huracanes (NHC) comenzó a monitorear el nivel bajo como una región de lluvias y tormentas eléctricas persistentes entre Florida y Bermudas, aunque no se consideró probable que se desarrollara en ese momento. Solo cuatro horas más tarde, la circulación de la baja posteriormente se definió y cerró mejor, como lo demuestran los datos de viento de superficie derivados de satélites, y, como tal, sus posibilidades de convertirse en un ciclón tropical aumentaron al 40%. La perturbación se desarrolló rápidamente durante las próximas horas, y a las 12:00 UTC del 4 de julio, la perturbación se convirtió en la depresión tropical Cinco. El sistema se desplazó gradualmente hacia el norte-noreste hacia Bermudas, mientras que la actividad de tormentas centrales del sistema comenzó a disminuir como resultado del mínimo diurno. Se produjeron pocos cambios de intensidad cuando las tormentas eléctricas desaparecieron brevemente y se reformaron cerca de la circulación cuando la tormenta pasó a solo 70 millas (110 km) al norte de Bermudas alrededor de las 09:00 UTC del 5 de julio. Poco después, la tormenta comenzó a acelerarse hacia el noreste y siguió sin fuerza, se pronosticó que se convertiriá en una tormenta tropical durante al menos 24 horas, pero no alcanzará la intensidad. Sin embargo, una gran explosión de convección como resultado del forzamiento baroclínico permitió que el sistema redujera aún más su circulación y, además de las lecturas de 35 kt de ASCAT, el Centro Nacional de Huracanes (NHC) pudo actualizar el sistema a la tormenta tropical Edouard a las 00:00 UTC del 6 de julio. El nombramiento de Edouard marcó la quinta tormenta nombrada más temprana registrada en el Océano Atlántico Norte, superando el récord del huracán Emily, que se convirtió en tormenta tropical el 11 de julio. Edouard se intensificó aún más a una intensidad máxima de 1005 mb (29.68 inHg) y con vientos máximos sostenidos de 45 mph (75 km/h) a las 18:00 UTC ese mismo día cuando un límite frontal se acercó a Edouard desde el noroeste, provocando efectivamente una transición extratropical, que completó seis horas más tarde, cerca de las 00:00 UTC del 7 de julio mientras se encontraba a unas 450 millas al sureste de Cape Race, Terranova.
El Servicio Meteorológico de Bermudas emitió una advertencia de vendaval para toda la cadena de islas antes del sistema el 4 de julio. Posteriormente se produjo un clima inestable con tormentas eléctricas, y la depresión causó ráfagas de viento con fuerza de tormenta tropical y lluvias moderadas en la isla a principios del 5 de julio, pero los impactos fueron relativamente menores.

### Tormenta tropical Fay
A las 00:00 UTC del 5 de julio, poco después de la formación de la tormenta tropical Edouard, el Centro Nacional de Huracanes (NHC) comenzó a rastrear un área de nubosidad y lluvias desorganizadas en relación con un canal de superficie casi estacionario en el Golfo de México, al sureste de Luisiana. Este canal serpentearía por el Golfo muy lentamente y para las 18:00 UTC del mismo día, se formó una pequeña área de baja presión dentro del sistema. Poco después, la perturbación se trasladó hacia el noreste hacia la costa del Panhandle de Florida, y posteriormente se trasladó tierra adentro a las 12:00 UTC del 6 de julio. Después de moverse hacia el interior, no se produjo mucho desarrollo cuando el sistema se movió hacia el norte hacia Georgia, antes de girar hacia el este a las 12:00 UTC del 7 de julio. Exactamente un día después, a las 12:00 UTC del 8 de julio, el sistema alargado de baja presión alcanzó el costa del noreste de Carolina del Sur, en este punto tiene un 60% de posibilidades de convertirse en un ciclón tropical en 48 horas. Una vez en alta mar, el sistema comenzó a organizarse a medida que la convección profunda florecía sobre las cálidas aguas de la Corriente del Golfo, sin embargo, lejos del centro de bajo nivel. En este punto, la perturbación había girado hacia el noreste y, en la tarde del 9 de julio, las imágenes satelitales habían demostrado que el centro se estaba reformando al este del Cabo Hatteras y, al mismo tiempo, había comenzado un avión de reconocimiento de reserva de la Fuerza Aérea para investigar el sistema, ahora al 90%. A las 18:00 UTC, las imágenes de satélite y radar mostraron que el centro se había reformado cerca del borde de la masa convectiva primaria, evidenciando que se había formado una tormenta tropical y como resultado de esto se le dio el nombre de Fay, ubicado a poco más de 40 millas este-noreste del cabo Hatteras.
Inmediatamente después de la formación, se emitieron advertencias de tormenta tropical para las costas de Nueva Jersey, Nueva York y Connecticut, a medida que el sistema avanzaba hacia el norte a 7 mph. Datos de una investigación de cazadores de huracanes descubrieron que Fay se había intensificado ligeramente a 50 mph a las 09:00 UTC del 10 de julio. Tres horas después de eso, a las 12:00 UTC, las observaciones de superficie y los datos del radar mostraron que los vientos huracanados ahora se extendían hacia el noroeste del sistema; lo que provocó que se emitiera una advertencia de tormenta tropical a lo largo de la costa de Delaware. Al mismo tiempo, los datos de la aeronave habían demostrado que la presión de Fay había caído a 999 mb (29.5 inHg), y a las 12:00 UTC del mismo día, Fay había llegado a su máxima intensidad con vientos de 60 mph y una presión mínima de 998 mb. Fay continuaría avanzando hacia el norte y tocaría tierra al este-noreste de Atlantic City, Nueva Jersey a las 20:00 UTC del 10 de julio con vientos de 85 km/h (50 mph) y una presión central de 999 mbar. Rápidamente cuando la tormenta tocó tierra comenzó a debilitarse y diez horas después, a las 06:00 UTC del 11 de julio se convirtió en un remanente bajo sobre el suroeste de New York. 
En general, Fay causó daños menores a moderados a Delaware, Nueva Jersey y Nueva Inglaterra. Seis personas murieron debido a las corrientes de resaca y la marejada ciclónica. Con la formación de la tormenta tropical Fay el 9 de julio, Fay superó el récord establecido por la tormenta tropical Franklin de 2005 del 21 de julio como la sexta tormenta nombrada más temprana en el Atlántico.

### Tormenta tropical Gonzalo
A principios del 20 de julio, el Centro Nacional de Huracanes (NHC) comenzó a monitorear una ola tropical sobre el Atlántico tropical central para el posible desarrollo de ciclones tropicales. La ola se movió generalmente hacia el oeste dirigida por una cresta subtropical de nivel bajo a medio sobre las cálidas temperaturas de la superficie del mar ese día, gradualmente mejor organizada. Aunque en un área de condiciones poco propicias, la ola rápidamente se organizó mejor. A las 18:00 UTC del 21 de julio, las imágenes de satélite y los datos del dispersómetro indicaron que el pequeño sistema de baja presión había adquirido una circulación bien definida, así como una convección suficientemente organizada para ser designado depresión tropical Siete. A las 06:00 UTC del 22 de julio la depresión se organizó lo suficiente para ser ascendida al estado de tormenta tropical y se le dio el nombre de Gonzalo. Gonzalo continuó intensificándose durante todo el día, con una pared ocular debajo de una densa cubierta central y signos de un ojo en desarrollo que se hizo evidente. Gonzalo alcanzaría velocidades de viento de 50 mph a las 15:00 UTC. En este punto, Gonzalo tenía un campo de viento inusualmente pequeño, con vientos huracanados que se extendían a solo 35 millas del centro. Sin embargo, el fortalecimiento se detuvo y su densa capa central se interrumpió significativamente cuando la tormenta atrapó aire muy seco desde la capa de aire sahariana hacia el norte. Contrariamente a las predicciones, la convección pronto se volvió a desarrollar sobre el centro de circulación de Gonzalo cuando el sistema comenzó a mezclar el aire seco. Sin embargo, el ambiente hostil ya había dejado a Gonzalo en un estado debilitado. Gonzalo se debilitó a una depresión tropical a las 15:30 UTC del 25 de julio y tocó tierra cerca de Playa Manzanilla, Trinidad como una débil depresión tropical con vientos de 55 km/h (35 mph) y una presión de 1009 mbar. Gonzalo finalmente se disipó cerca de las 00:00 UTC del 26 de julio justo en el extremo este del Mar Caribe ya que la interacción con 
la tierra lo dejó muy debilitado.
Gonzalo es el primer séptimo ciclón tropical con nombre en formarse en la cuenca del Atlántico. El anterior poseedor de esta distinción fue la tormenta tropical Gert, que se formó el 24 de julio de 2005 durante la hiperactiva temporada de 2005.

### Huracán Hanna
A las 06:00 UTC del 19 de julio, el Centro Nacional de Huracanes (NHC) notó una ola tropical sobre el nordeste de la Española y las aguas cercanas para un posible desarrollo, aunque solo estaba produciendo una actividad de ducha mínima. La perturbación se movió generalmente hacia el oeste-noroeste hacia Cuba y el Estrecho de Florida, pasando por este último a las 12:00 UTC del 21 de julio; simultáneamente, la actividad de la ducha comenzó a crecer con el sistema incipiente. A las 18:00 UTC de ese día, la perturbación cruzó al Golfo de México, donde las condiciones eran más favorables para el desarrollo. Una vez en el Golfo de México, la perturbación comenzó a organizarse constantemente, y a las 12:00 UTC del día siguiente, sus posibilidades de desarrollo habían aumentado al 40% en 48 horas. Solo seis horas después, a las 18:00 UTC, los datos del viento satelital mostraron que se había formado un área amplia de baja presión dentro del sistema; aunque la actividad de tormentas eléctricas permanece desorganizada, sus posibilidades aumentaron al 70% en 48 horas. Las observaciones de superficie junto con los datos de los cazadores de huracanes enviado más temprano en el día mostraron que el área de baja presión desarrolló una circulación cerrada junto con un centro bien definido, lo que llevó al Centro Nacional de Huracanes (NHC) a emitir avisos sobre la depresión tropical ocho a las 00:00 UTC 23 de julio, situado sobre el centro del Golfo de México.
Inmediatamente después de la actualización del sistema a una depresión tropical, se emitieron alertas de tormenta tropical para gran parte de la costa de Texas. La depresión continuó mejor organizada durante todo el día, y a las 00:00 UTC del 24 de julio, 24 horas después de formarse, se fortaleció en una tormenta tropical, recibiendo el nombre de Hanna. Hanna estableció un nuevo récord para la primera tormenta del octavo nombre, obteniendo su nombre diez días antes del poseedor del récord anterior de la temporada de huracanes en el Atlántico de 2005, la tormenta tropical Harvey, en 2005. El sistema caminó hacia el oeste y a las 06:00 UTC de ese día, Hanna se había intensificado a 45 mph. Durante las siguientes 24 horas, Hanna experimentó una intensificación rápida a medida que su núcleo interno se organizó mejor. A las 21:00 UTC del 24 de julio, se emitió una advertencia de huracán desde Baffin Bay hasta Mesquite Bay, Texas, debido a que se pronostica que se convertirá en huracán antes de tocar tierra. A las 12:00 UTC del 25 de julio, el radar y los datos de los cazadores de huracanes mostraron que Hanna se había intensificado en el primer huracán de la temporada. Incluso después de convertirse en huracán, Hanna continuó fortaleciéndose aún más, intensificándose a 80 mph solo 3 horas después. Hanna tocó tierra en Isla del Padre, Texas a las 22:00 UTC del 25 de julio en su máxima intensidad con vientos de 150 km/h (90 mph) y una presión central de 973 mbar. Después de tocar tierra por segunda vez cerca de Port Mansfield, Texas, con máxima intensidad de vientos sostenidos de 150 km/h (90 mph) y una presión de 974 mbar a las 23:15 UTC, el sistema comenzó a debilitarse rápidamente, cayendo al estado de tormenta tropical a las 06:00 UTC del día 26 de julio. El sistema se debilitó aún más a una depresión tropical a las 18:00 UTC de ese mismo día después de cruzar hacia el noreste de México y pocas horas después se debilitó sobre el terreno montañoso de México cerca de las 00:00 UTC del 27 de julio. Hanna fue el primer huracán en tocar tierra en Texas desde el huracán Harvey en 2017.
Inmediatamente después de que el sistema se clasificó como depresión tropical, se emitieron alertas de tormenta tropical para gran parte de la costa de Texas. A las 21:00 UTC del 24 de julio, se emitió una advertencia de huracán desde Baffin Bay hasta Mesquite Bay, Texas, debido a que se pronostica que Hanna se convertirá en huracán antes de tocar tierra. La tormenta compró inundaciones por tormentas, vientos destructivos, lluvias torrenciales, inundaciones repentinas y tornados aislados en un área ya afectada por el coronavirus. Hanna dejó un saldo de diez fallecidos, seis en Estados Unidos y cuatro en México.

### Huracán Isaias
El Centro Nacional de Huracanes (NHC) comenzó a rastrear una vigorosa ola tropical en la costa de África el 23 de julio. La ola se organizó gradualmente y se definió mejor, desarrollando un área amplia de baja presión. Aunque la circulación era amplia y desorganizada, la convección continuó aumentando sobre el sistema. Aunque el sistema aún carecía de un centro bien definido, su amenaza de vientos con fuerza de tormenta tropical en áreas terrestres provocó su designación como Ciclón tropical potencial Nueve a las 15:00 UTC del 28 de julio. El sistema se movió al sur de Dominica el 29 de julio y a las 00:00 UTC del 30 de julio, se organizó lo suficiente como para convertirse en un ciclón tropical y debido a que su perturbación precursora ya tenía vientos huracanados, inmediatamente se declaró tormenta tropical y se le dio el nombre de Isaias. A medida que pasaba el día, Isaias se intensificó un poco y continuó moviéndose generalmente hacia el noroeste pasando al sur de Puerto Rico a medida que se acercaba a República Dominicana. A las 16:15 UTC de ese mismo día, Isaías tocó tierra cerca de San Pedro de Macorís, República Dominicana con vientos sostenidos de 100 km/h (65 mph) y una presión central de 1002 mbar. Isaías continuó intensificándose sobre República Dominicana y a las 00:00 UTC del 31 de julio, cuando Isaias apenas entró en el mar, al norte de la Española, se convirtió en un huracán. Mar adentro, Isaías siguió intensificándose y tocó tierra en Gran Inagua, Bahamas a las 09:00 UTC del 31 de julio con vientos de 130 km/h (80 mph) y una presión central de 990 mbar. Después de tocar tierra la tormenta fluctuó en intensidad con vientos entre 120 y 140 kilómetros por hora (75 a 85 mph) mientras luchaba para resistir los efectos de la fuerte cizalladura del viento y el aire seco. A las 13:00 UTC del 1 de agosto Isaías tocó tierra por tercera vez en Andros, Bahamas con vientos de 130 km/h (80 mph) y una presión central de 987 mbar, después de lo cual el sistema se debilitó a una tormenta tropical a las 18:00 UTC de ese mismo día. Luego giró hacia el norte-noroeste, en paralelo a la costa este de Florida y Georgia, mientras fluctuaba entre 65-70 millas por hora (100-110 km/h) de velocidad del viento. A medida que la tormenta se aceleró hacia el noreste y se acercó a la costa de Carolina, la cizalladura del viento se relajó, permitiendo que la tormenta nuevamente se intensifique en un huracán de categoría 1 a las 18:00 UTC del 3 de agosto, Durante el resto del día y primeras horas del día siguiente, Isaías continuó intensificándose llegando al borde de la categoría 2 y a las 03:10 UTC del 4 de agosto, Isaias tocó tierra por cuarta vez cerca de Ocean Isle Beach, Carolina del Norte, en su máxima intensidad con vientos sostenidos de 1 minuto de 90 mph (150 km/h) y una presión central de 986 mbar. Después de tocar tierra, Isaias aceleró y se debilitó rápidamente, cayendo por debajo del estado de huracán a las 06:00 UTC de ese día sobre Carolina del Norte. La tormenta pasó por los estados del Atlántico medio y Nueva Inglaterra antes de convertirse en un ciclón extratropical sobre Vermont, Estados Unidos cerca de las 00:00 UTC del 5 de agosto, y posteriormente debilitarse progresando hacia Quebec.
Cuando Isaias se formó como una tormenta tropical, se convirtió en la novena tormenta nombrada más temprana registrada, rompiendo el récord del huracán Irene de 2005 en ocho días. Con su llegada a tierra el 4 de agosto, se convirtió en la quinta tormenta con el primer nombre en tocar tierra en los Estados Unidos. El récord anterior de la quinta tormenta más temprana en tocar tierra en Estados Unidos fue el 18 de agosto, establecido durante la temporada de 1916. Se emitieron numerosas alertas y advertencias de tormenta tropical, así como alertas de huracán y advertencias de huracán para las Antillas Menores, las Antillas Mayores, Bahamas, Cuba y toda la costa este de Estados Unidos. Isaías causó devastadoras inundaciones y daños por vientos en Puerto Rico y República Dominicana. Varios pueblos se quedaron sin electricidad y agua potable en Puerto Rico, lo que provocó una declaración de desastre por parte del presidente Donald Trump. En la República Dominicana, dos personas murieron por el daño del viento. Una mujer murió en Puerto Rico luego de ser arrastrada por las inundaciones. Se emitieron 109 advertencias de tornado en 12 estados, incluido uno para Hampton Roads. Dos personas fueron asesinadas en el condado de Bertie, Carolina del Norte, el 4 de agosto debido a un tornado EF3 que golpeó un parque de casas móviles. Este fue el tornado generado por un ciclón tropical más fuerte desde que el huracán Rita produjo un tornado F3 en Clayton, Luisiana, el 24 de septiembre de 2005. Se produjeron cinco muertes más en el condado de St. Mary's, Maryland;  Milford,  Delaware; Naugatuck, Connecticut; North Conway, Nueva Hampshire; y la ciudad de Nueva York debido a la caída de árboles. Una mujer murió cuando su vehículo fue arrastrado río abajo en una zona inundada del condado de Lehigh, Pensilvania, y un niño fue encontrado muerto en Lansdale, Pensilvania, después de desaparecer durante el apogeo de la tormenta. Un hombre se ahogó debido a las fuertes corrientes en Cape May, Nueva Jersey. En total, la tormenta dejó un saldo de 17 víctimas; 14 en Estados Unidos, 2 en República Dominicana y 1 en Puerto Rico y un total de 4.8 mil millones en daños.

### Depresión tropical Diez
A partir de las 9:00 UTC del 30 de julio, el Centro Nacional de Huracanes (NHC) comenzó a monitorear un área amplia de baja presión asociada con una ola tropical al sureste de las Islas de Cabo Verde. A lo largo del día, la actividad de tormentas eléctricas aumentó en asociación con el sistema y se organizó mejor, lo que llevó al Centro Nacional de Huracanes (NHC) a aumentar las posibilidades de desarrollo del sistema hasta un 50% a las 18:00 UTC de ese día. Sin embargo, la actividad de la tormenta se desorganizó y al día siguiente, sus posibilidades de desarrollo habían disminuido significativamente. Contrariamente a lo previsto, el sistema se reorganizó rápidamente durante el resto del día y a las 18:00 UTC del 31 de julio, el Centro Nacional de Huracanes (NHC) emitió avisos sobre la depresión tropical Diez. Inicialmente, se esperaba que la tormenta se convirtiera en una tormenta tropical, y los datos del dispersómetro cerca de las 23:00 UTC encontraron vientos de tormenta tropical al noroeste del centro del sistema. Sin embargo, el Centro Nacional de Huracanes (NHC) decidió mantener el estado del sistema como depresión tropical debido a la preocupación de que los datos pueden haber sido inflados por fuertes lluvias, y señaló que el sistema pudo haber alcanzado brevemente el estado de tormenta tropical durante unas pocas horas. Después de mantener su intensidad durante 18 horas, el ciclón comenzó a debilitarse al entrar en aguas más frías al norte de las islas de Cabo Verde. El sistema se convirtió en un remanente bajo cerca de las 00:00 UTC del 2 de agosto a 200 millas al norte de Cabo Verde. Se disipó seis horas después las 06:00 UTC de ese día.

### Tormenta tropical Josephine
El 7 de agosto, el Centro Nacional de Huracanes (NHC) comenzó a monitorear una onda tropical sobre el Atlántico tropical. A la deriva lentamente hacia el oeste, la ola inicialmente luchó por organizarse, ya que se encontraba en un entorno relativamente desfavorable. Sin embargo, la circulación de la onda se fue definiendo lentamente mientras que los signos de organización convectiva se hicieron evidentes en las imágenes de satélite. Muy pronto, la circulación dejó de alargarse y el sistema se convirtió en depresión tropical a las 06:00 UTC del 11 de agosto. La intensificación fue lenta para la depresión ya que el aire seco y la cizalladura del viento impidieron mucho desarrollo. Después de 2 días de pocos cambios en la intensidad, la depresión pasó a condiciones más favorables y se intensificó en la tormenta tropical Josephine a las 12:00 UTC del 13 de agosto. Josephine se convirtió en la décima tormenta con nombre más antigua registrada en la cuenca, superando a la tormenta tropical José de 2005. Josephine fluctuó en intensidad debido a un pequeño cambio en la cizalladura vertical del viento que desplazó ligeramente la circulación de la convección profunda. Los cazadores de huracanes investigó el sistema más tarde el 14 de agosto y descubrió que el centro de la tormenta probablemente se había trasladado más al norte en las horas de la tarde. No obstante, Josephine continuó moviéndose hacia condiciones cada vez más hostiles cuando comenzó a pasar al norte de las Islas de Sotavento. Como resultado, la tormenta se debilitó más tarde y se convirtió en una depresión tropical a las 06:00 UTC del 16 de agosto, justo al norte de las Islas Vírgenes. El debilitamiento de la circulación del ciclón se volvió cada vez más mal definido, y Josephine eventualmente degeneró en un valle de baja presión más tarde ese día. Se disipó a las 18:00 UTC del 16 de agosto aproximadamente a 150 millas al noreste de San Juan, Puerto Rico.

### Tormenta tropical Kyle
El 13 de agosto de 2020, el Centro Nacional de Huracanes (NHC) comenzó a rastrear un área de baja presión ubicada sobre el este de Carolina del Norte. Las temperaturas cálidas del agua en el Atlántico permitieron que el sistema se organizara rápidamente y, a las 12:00 UTC del 14 de agosto, los datos revelaron que el sistema se había convertido en una tormenta tropical y se le dio el nombre de Kyle. Fue la undécima tormenta nombrada del Atlántico Norte más temprana, batiendo el récord del huracán Katrina en 2005 por 10 días. Kyle se intensificó un poco durante el resto del día y primeras horas del día siguiente. A las 12:00 UTC del 15 de agosto, Kyle había alcanzado su intensidad máxima con vientos máximos sostenidos de 50 mph (85 km/h) y una presión mínima de 1000 mb (29,53 inHg), al mismo tiempo que la circulación comenzó a alargarse rápidamente. Como resultado, el sistema comenzó a perder rápidamente sus características tropicales y su circulación se volvió muy alargada y estirada, lo que finalmente llevó a que Kyle se convirtiera en un ciclón postropical cerca de las 00:00 UTC  del 16 de agosto a pocos cientos de millas de Nueva Escocia.

### Huracán Laura
El 16 de agosto, el Centro Nacional de Huracanes (NHC) comenzó a rastrear una gran ola tropical que había emergido de la costa de África Occidental y comenzó a atravesar la Zona de convergencia intertropical (ITCZ) hacia las Islas de Barlovento. En ruta a las Islas de Barlovento, las imágenes de satélite revelaron que el sistema comenzó a cerrar su centro de circulación de bajo nivel (LLCC) con la convección encendiéndose a su alrededor, y posteriormente el sistema se convirtió en la Depresión Tropical Trece a las 00:00 UTC el 20 de agosto aproximadamente a 850 millas (1375 km) al este de la isla de Antigua. La depresión tuvo problemas para organizarse debido a condiciones hostiles en el ambiente y permaneció sin cambios por casi 36 horas. El 21 de agosto las condiciones se tornaron un poco más favorables y la depresión se fortaleció en la tormenta tropical Laura a las 12:00 UTC de ese día, pero fue incapaz de reforzar más lejos, debido a la congestión de aire seco de nivel superior así como la interacción de la tierra. Esto convirtió a Laura en la duodécima tormenta atlántica con nombre, superando el récord anterior del huracán Luis de 1995 por ocho días. A las 20:30 UTC de ese día, Laura tocó tierra en la isla de Antigua con vientos de 75 km/h (45 mph) y una presión mínima de 1007 mbar. Tres horas después, a las 23:30 UTC de ese día, tocó tierra en la isla de Nieves con igual intensidad que lo hizo en la isla de Antigua. Cuando Laura se mudó cerca de la costa de Puerto Rico el 22 de agosto se produjo una reforma del centro al sur de esa isla, lo que le permitió a Laura comenzar a fortalecerse. Ese mismo día, un cambio hacia el este en la trayectoria pronosticada para la tormenta tropical Marco indicó que Laura y Marco podrían tocar tierra consecutivamente en el área alrededor de Louisiana. Temprano el 23 de agosto, a las 04:30 UTC, Laura tocó tierra un poco más fuerte a 20 millas al oeste de Santo Domingo, República Dominicana, con vientos de 85 km/h (50 mph) y una presión mínima de 1004 mbar. Ese día, Laura alcanzó grandes cantidades de convección, pero aún parecía irregular en las imágenes de satélite, con el terreno montañoso de La Española impidiendo que se fortaleciera. Más tarde ese mismo día, Laura se trasladó al Golfo de Gonave y posteriormente al Mar Caribe entre Haití y Cuba, y logró reanudar el fortalecimiento, alcanzando un pico inicial de 100 km/h (65 mph) y una presión mínima de 1000 mbar a las 00:00 UTC del 24 de agosto. Dos horas después, a las 02:00 UTC de ese día, Laura tocó tierra cerca de Uvero, en el municipio Guamá, provincia de Santiago de Cuba, Cuba, con vientos de 100 km/h (65 mph) y una presión mínima de 1000 mbar. La interacción con la tierra cubana hizo que Laura se debilitara un poco y sus vientos bajaron a 95 km/h (60 mph) y su presión aumentó hasta los 1002 mbar a las 12:00 UTC de ese mismo día. Poco después, Laura comenzó a intensificarse un poco nuevamente mientras transitaba por los mares al sur de Cuba y a las 00:00 UTC del 25 de agosto tocó tierra en Cuba por segunda vez cerca de Playa de las Tunas, en el municipio de Consolación del Sur, Pinar del Río, con vientos de 100 km/h (65 mph) y una presión mínima de 998 mbar. Poco después, Laura ingresó al Golfo de México donde comenzó a intensificarse rápidamente y alcanzó el estado de huracán a las 12:00 UTC del mismo día aproximadamente a 375 millas (605 km) al sur-sureste de la desembocadura del Río Misisipi. Después de su ascenso al estado de huracán, Laura comenzó a intensificarse explosivamente, alcanzando el estado de huracán categoría 2 a las 06:00 UTC del 26 de agosto. La intensificación explosiva de Laura continuó y seis horas después, a las 12:00 UTC de ese día, se convirtió en el primer huracán importante de la temporada, con vientos máximos sostenidos de 185 km/h (115 mph) y una presión mínima de 963 mbar. Seis horas más tarde, a las 18:00 UTC de ese día, se intensificó aún más y alcanzó la categoría 4, con vientos máximos de 220 km/h (140 mph) y una presión central mínima de 952 mbar. Después de su actualización a un huracán categoría 4, Laura continuó fortaleciéndose rápidamente debido a las condiciones favorables en la atmósfera, alcanzando una intensidad máxima con vientos sostenidos de 240 km/h (150 mph) y una presión central mínima de 937 mbar, solo seis horas después, a las 00:00 UTC del 27 de agosto, cuando la tormenta se acercaba a tocar tierra. A las 06:00 UTC del 27 de agosto, Laura tocó tierra cerca de Cameron, Louisiana, con vientos máximos sostenidos de 240 km/h (150 mph) y una presión central mínima de 939 mbar, lo que la coloca junto al huracán Last Island de 1856 como el huracán más fuerte registrado en el estado de Luisiana desde 1851. Laura fue el primer huracán más fuerte en  tocar tierra en Luisiana desde el Huracán Camille en 1969. Laura se debilitó rápidamente después de moverse tierra adentro, descendiendo al estado de huracán categoría 1 de gama baja, seis horas después, a las 12:00 UTC de ese día con vientos máximos de 155 km/h (100 mph) y una presión mínima de 970 mbar. Continuó debilitándose y cayó al estado de tormenta tropical seis horas después, a las 18:00 UTC, al norte de Louisiana, antes de debilitarse a una depresión tropical sobre Arkansas a las 06:00 UTC del 28 de agosto. Después de su debilitamiento a una depresión, Laura giró hacia el este, y logró sobrevivir como una depresión tropical por casi 24 horas ya que a las 06:00 UTC del 29 de agosto, Laura degeneró en un remanente bajo sobre el noreste de Kentucky.
Mientras Laura atravesaba las Islas de Sotavento, la tormenta trajo fuertes lluvias a las islas de Guadalupe y Dominica, como se captó en el radar. La tormenta provocó el cierre de todos los puertos de las Islas Vírgenes Británicas. En Puerto Rico, Laura provocó la caída de árboles e inundaciones en Salinas. Laura trajo inundaciones catastróficas a La Española donde mató a 40 personas; 31 en Haití y 9 en República Dominicana y cuantiosas pérdidas económicas. Laura trajo algunas afectaciones a la economía de Cuba a su paso por la isla pero no fueron tan graves. Los daños económicos en las islas del Caribe son de al menos 100 millones USD. Laura devastó el suroeste de Luisiana y el sureste de Texas, siendo Lake Charles, Luisiana el más afectado. Laura mató a 41 personas en Estados Unidos; 30 en Luisiana, 10 en Texas y 1 en Florida. Los daños en este país son de al menos 19 mil millones USD. En general, Laura dejó 81 muertes y 19.1 mil millones en daños a su paso por el Caribe y Estados Unidos.

### Huracán Marco
El NHC comenzó a rastrear una onda tropical ubicada sobre el Atlántico tropical central a las 00:00 UTC del 16 de agosto. Inicialmente obstaculizada por su velocidad y condiciones desfavorables en el Caribe oriental, la ola comenzó a organizarse una vez que llegó al Caribe central el 19 de agosto. A las 06:00 UTC del 21 de agosto, la ola se convirtió en la Depresión Tropical Catorce. La intensificación fue inicialmente lenta, pero la depresión se fortaleció en la tormenta tropical Marco a las 00:00 UTC del 22 de agosto, convirtiéndose en la 13.ª tormenta atlántica más temprana, superando el récord anterior del Huracán María de 2005 y la tormenta tropical Lee de 2011 por 11 días. Marco pasó cerca de la costa de Honduras y, como resultado de las condiciones atmosféricas favorables, se intensificó rápidamente a un pico inicial de 65 mph (100 km/h) y una presión de 992 mb, con un ojo característico que comenzó a formarse en el radar. Poco después, un aumento en la cizalladura hizo que el sistema se volviera asimétrico y su presión aumentara ligeramente antes de que comenzara a fortalecerse nuevamente, aunque su apariencia permaneció desorganizada. Después de que un vuelo de los cazadores de Huracanes encontró evidencia de vientos sostenidos por encima de la fuerza de un huracán, Marco fue ascendido a huracán de categoría 1 a las 12:00 UTC del 23 de agosto en su máxima intensidad con vientos de 120 km/h y una presión mínima de 991 mbar,. convirtiéndolo en el tercer huracán de la temporada. A pesar de esto, la cizalladura del viento vertical del noreste creada por una vaguada situada al noroeste de Marco desplazó su convección, exponiendo su centro de bajo nivel, lo que provocó que el sistema comenzara a debilitarse significativamente a principios del 24 de agosto cayendo al estado de tormenta tropical a las 00:00 UTC del 24 de agosto. Marco degeneró en un remanente bajo al sur de Luisiana a las 06:00 UTC del 25 de agosto.
Contrariamente a las predicciones anteriores, la trayectoria de Marco se desplazó significativamente hacia el este a fines del 22 de agosto, ya que el sistema se movió hacia el norte-noreste en lugar de hacia el norte-noroeste, lo que introdujo la posibilidad de sucesivas llegadas a tierra alrededor de Luisiana tanto de Laura como de Marco. Sin embargo, Marco finalmente se debilitó más rápido de lo previsto, y su llegada a Luisiana fue mucho menos dañina de lo que se temía inicialmente, causando solo alrededor de $10 millones en daños. 

### Tormenta tropical Omar
Durante los últimos días de agosto, un frente frío generó un canal sobre el norte de Florida y, finalmente, se formó un área de baja presión frente a la costa sureste de Estados Unidos. La baja se organizó rápidamente a medida que flotaba en la parte superior de la Corriente del Golfo, y se clasificó como depresión tropical Quince a las 06:00 UTC del 31 de agosto. Moviéndose generalmente hacia el noreste lejos de Carolina del Norte, la depresión luchó por intensificarse en un ambiente marginalmente favorable con las cálidas aguas de la Corriente del Golfo siendo compensadas por la fuerte cizalladura del viento. Finalmente, las estimaciones satelitales revelaron que la depresión se estaba intensificando y el sistema se consolidó lo suficiente como para convertirse en tormenta tropical, y como resultado se le dio el nombre de Omar a las 12:00 UTC del 1 de septiembre. Después de ser golpeado por 45 a 60 mph (70 a 95 km/h) de cizalladura del viento del noroeste durante la mañana del 2 de septiembre, Omar se debilitó de nuevo a una depresión tropical a las 00:00 UTC del 3 de septiembre, cuando se encontraba aproximadamente a 265 millas (430 km) al norte de las Bermudas. Temprano el 5 de septiembre, el centro comenzó a separarse completamente de las ráfagas de convección, y para las 18:00 UTC de ese día, Omar había degenerado en un remanente bajo a 500 millas al noreste de Bermudas. La baja se movió hacia el noreste, llegando a Escocia el 9 de septiembre.

### Huracán Nana
El 27 de agosto de 2020, el Centro Nacional de Huracanes (NHC) comenzó a monitorear una onda tropical que se movía hacia el oeste sobre el Atlántico. Un avión cazador de huracanes investigó la perturbación el 1 de septiembre, mientras se movía por el sur del Caribe. La perturbación poco a poco se fue organizando mejor y el sistema logró alcanzar vientos huracanados por lo que se convirtió en la tormenta tropical Nana a las 06:00 UTC del 1 de septiembre. A las 18:00 UTC de ese día, la tormenta se fortaleció un poco más, obteniendo vientos sostenidos de 1 minuto de 60 mph (95 km/h). Posteriormente, una cizalladura norte moderada de 15 nudos detuvo la tendencia y expuso parcialmente el centro de circulación. Temprano, el día 3 de septiembre, una ligera reforma del centro y una explosión de convección permitieron que Nana se intensificara rápidamente en un huracán a las 03:00 UTC del 3 de septiembre, alcanzando su intensidad máxima con vientos sostenidos de 1 minuto de 75 mph (120 km/h). y una presión central mínima de 994 mbar (29,36 inHg). Tres horas después, a las 06:00 UTC, Nana tocó tierra cerca de Sittee Point, Belice en su intensidad máxima. Nana se debilitó rápidamente, cayendo al estado de tormenta tropical a las 12:00 UTC de ese día y se debilitó aún más a una depresión tropical a las 18:00 UTC. Nana se convirtió en un remanente cerca de las 00:00 UTC del 4 de septiembre y se disipó a las 06:00 UTC de ese día sobre el terreno montañoso del oeste de Guatemala. Sus remanentes de nivel medio finalmente generaron la tormenta tropical Julio en el Pacífico oriental el 5 de septiembre.
Nana provocó inundaciones en las calles de las Islas de la Bahía de Honduras. Cientos de acres de cultivos de banano y plantaciones fueron destruidos en Belice, donde se informó una velocidad máxima del viento de 61 mph (98 km/h) en una estación meteorológica en Carrie Bow Cay.

### Huracán Paulette
El Centro Nacional de Huracanes (NHC) comenzó a rastrear una onda tropical ubicada sobre África el 30 de agosto de 2020. La ola se organizó mejor y formó un área de baja presión el 6 de septiembre, mientras se encontraba a medio camino entre la costa occidental de África y las islas de Sotavento, pero la actividad convectiva permaneció desorganizada. A fines del día 6 de septiembre, la ola se volvió más organizada y se convirtió en la Depresión Tropical Diecisiete a las 00:00 UTC del 7 de septiembre. En la mañana de ese mismo día, la depresión continuó mostrando signos de organización y a las 12:00 UTC, se convirtió en la tormenta tropical Paulette. La tormenta se movió generalmente hacia el oeste-noroeste sobre el Atlántico tropical central a medida que se intensificaba gradualmente. A las 12:00 UTC del 9 de septiembre, Paulette alcanzó su primer pico de intensidad con vientos sostenidos de 1 minuto de 60 mph (95 km/h) con una presión central mínima de 996 mbar (29,41 inHg). Un día después, a las 12:00 UTC del 10 de septiembre un aumento en la cizalladura del viento debilitó la tormenta. El 11 de septiembre, a pesar de un ambiente muy duro, Paulette comenzó a intensificarse. Más tarde, la cizalla comenzó a disminuir, lo que permitió que Paulette se organizara más y comenzara a formar un ojo, convirtiéndose en huracán a las 00:00 UTC del 13 de septiembre con vientos de 120 km/h y una presión mínima de 981 mbar. El arrastre de aire seco le dio a la tormenta una apariencia algo irregular, pero continuó fortaleciéndose lentamente a medida que se acercaba a las Bermudas con el ojo despejado y su convección volviéndose más simétrica. A medida que se intensificaba más, Paulette hizo un giro brusco hacia el norte y tocó tierra cerca de Tucker's Town, Bermudas a las 08:50 UTC del 14 de septiembre como un huracán categoría 2 con vientos de 100 mph (155 km/h) y una presión de 970 mb (28,65 inHg). La tormenta continuó intensificándose a medida que aceleraba hacia el noreste lejos de la isla el 14 de septiembre, alcanzando su intensidad máxima de 105 mph (165 km/h) y una presión mínima de 965 mb (28,50 inHg) a las 18:00 UTC de ese mismo día. A medida que Paulette aceleraba hacia el noreste, comenzó a iniciar la transición extratropical el 15 de septiembre, que completó a las 12:00 UTC del 16 de septiembre.
Después de unos cuatro días de lento movimiento hacia el sur, el ciclón extratropical comenzó a desarrollar un núcleo cálido y su campo de viento se redujo considerablemente. A las 18:00 UTC del 20 de septiembre, Paulette había vuelto a desarrollar las características tropicales y el Centro Nacional de Huracanes (NHC) reanudó la emisión de avisos poco después. Se movió hacia el este durante el día siguiente alcanzando un tercer pico de intensidad de vientos de 95 km/h a las 00:00 UTC del 22 de septiembre, pero doce horas después, a las 12:00 UTC de ese día se convirtió en un remanente bajo a 600 millas al sureste de las islas Azores y seis días después, finalmente se disipó al sureste de las Azores ya que la tormenta se mantuvo rondando la zona.
Se derribaron árboles y líneas eléctricas en todas las Bermudas, lo que provocó un apagón en toda la isla. En Lavallette, Nueva Jersey, un hombre de 60 años se ahogó mientras nadaba después de ser atrapado en un oleaje fuerte producido por Paulette. En Folly Beach, Carolina del Sur, un niño de seis años murió debido a las corrientes de resaca

### Tormenta tropical Rene
El 3 de septiembre, el NHC notó la posibilidad de que otra onda tropical se convierta en una depresión tropical. El 6 de septiembre, la ola emergió de la costa de África y posteriormente comenzó a organizarse rápidamente, y a las 06:00 UTC del 7 de septiembre, se actualizó a Depresión Tropical Dieciocho aproximadamente a medio camino entre África y Cabo Verde. La depresión se fortaleció al este de Cabo Verde y se convirtió en la tormenta tropical René solo doce horas después, a las 18:00 UTC de ese día. René se convirtió en la primera tormenta atlántica con nombre número 17, rompiendo el récord anterior establecido por el Huracán Rita en 2005 en 11 días. Aunque la tormenta perdió algo de organización mientras se movía a través de las islas de Cabo Verde, siguió siendo una tormenta tropical mínima antes de debilitarse a depresión tropical a las 18:00 UTC del 8 de septiembre. El sistema se volvió a fortalecer a una tormenta tropical dieciocho horas después, a las 12:00 UTC del 9 de septiembre mientras continuaba luchando contra la cizalladura del viento del este. Se fortaleció aún más y alcanzó su intensidad máxima con vientos sostenidos de 1 minuto que alcanzaron las 45 mph (75 km/h) a las 12:00 UTC del 10 de septiembre. Sin embargo, los efectos continuos del aire seco y cierta cizalladura del viento del este debilitaron la tormenta nuevamente 12 horas después. A medida que la tormenta continuaba hacia el oeste-noroeste, el aire seco finalmente hizo que su convección se volviera esporádica y desorganizada, y René fue degradado a depresión tropical a las 12:00 UTC del 12 de septiembre. Ráfagas de convección profunda le permitieron mantener el estado de depresión tropical durante dos días más antes de que comenzara a deshacerse rápidamente el 14 de septiembre y finalmente se disipó a las 18:00 UTC del mismo día sobre el Atlántico subtropical central aproximadamente a 900 millas al noreste de las Antillas Menores. 
Se emitió una advertencia de tormenta tropical para las islas de Cabo Verde cuando se emitió por primera vez la advertencia sobre la tormenta a las 09:00 UTC del 7 de septiembre. René produjo ráfagas de viento y lluvias intensas en las islas, pero no se informó de daños graves. La advertencia se suspendió a las 21:00 UTC del 8 de septiembre.

### Huracán Sally
El 10 de septiembre, el NHC comenzó a monitorear un área de clima alterado sobre Las Bahamas para un posible desarrollo. Durante el día siguiente, la convección aumentó rápidamente, se organizó mejor y formó una amplia zona de baja presión el 11 de septiembre. A las 18:00 UTC de ese día, el sistema se había organizado lo suficiente como para ser designado como Depresión Tropical Diecinueve. A las 06:00 UTC del 12 de septiembre, la depresión tocó tierra cerca de Cutler Bay, Florida al sur de Miami, con vientos de 35 mph (55 km/h) y una presión de 1003 mbar. La depresión se reforzó sobre tierra y a las 12:00 UTC del 12 de septiembre se convirtió en la Tormenta tropical Sally y se convirtió en la primera tormenta atlántica con nombre número 18, superando el récord anterior establecido por el Huracán Stan en 2005 en 20 días. Poco después de mudarse al Golfo de México, el sistema comenzó a  fortalecerse. La cizalladura del noroeste causada por un nivel más bajo hizo que el sistema tuviera una apariencia cortada, pero continuó fortaleciéndose a medida que se movía gradualmente hacia el norte-noroeste. Sally comenzó a pasar por un período de rápida intensificación alrededor de la mañana del 14 de septiembre y a las 12:00 UTC se convirtió en un huracán. Continuó ganando un poco de fuerza durante el resto del día.     
Sin embargo, el surgimiento debido a su movimiento lento y al aumento de la cizalladura del viento debilitó a Sally un poco a partir de las 06:00 UTC del 15 de septiembre pero en la noche comenzó a intensificarse nuevamente. En un período de solo seis horas desde las 00:00 UTC del 16 de agosto, hasta las 06:00 UTC de ese día Sally había pasado de ser un huracán categoría 1 con vientos de 140 km/h (85 mph) a un huracán categoría 2 con vientos de 175 km/h (110 mph). Alrededor de las 09:45 UTC, el sistema tocó tierra en su máxima intensidad cerca de Gulf Shores, Alabama con vientos de 110 mph (175 km/h) y una presión de 965 mbar. La tormenta se debilitó rápidamente a medida que avanzaba lentamente hacia el interior, debilitándose a una tormenta tropical a las 18:00 UTC de ese día. Se debilitó aún más a una depresión tropical a las 06:00 UTC del 17 de septiembre antes de pasar a ser extratropical seis horas después a las 12:00 UTC al este de Alabama.
Se emitió una alerta de tormenta tropical para el área metropolitana de Miami cuando se formó la tormenta, mientras que se emitieron numerosas alertas y advertencias cuando Sally se acercó a la costa del Golfo de Estados Unidos. Se evacuaron varios condados y parroquias de la costa del Golfo de México. En el sur de Florida , las fuertes lluvias provocaron inundaciones repentinas localizadas, mientras que el resto de la península experimentó una actividad continua de lluvias y tormentas debido a la estructura asimétrica de Sally. La tormenta tocó tierra en Gulf Shores, Alabama, en el 16 aniversario del paso del Huracán Iván en el mismo lugar en 2004 . El área entre Mobile, Alabama y Pensacola, Florida se llevó la peor parte de la tormenta con daños generalizados por vientos, inundaciones por marejadas ciclónicas y más de 51 cm (20 pulgadas) de lluvia que alcanzaron un máximo de 30 pulgadas en la estación aérea naval de  Pensacola. También se reportaron varios tornados. Nueve personas murieron y las estimaciones de daños fueron de al menos $7.3 mil millones.

### Huracán Teddy
El NHC comenzó a monitorear una onda tropical sobre África a las 00:00 UTC del 7 de septiembre. La ola entró en el Océano Atlántico el 10 de septiembre y comenzó a organizarse. A las 06:00 UTC del 12 de septiembre, la ola tenía suficiente organización y se convirtió en la Depresión Tropical Veinte. Tuvo problemas para organizarse durante más de un día debido a su gran tamaño y cizalladura moderada del viento. Después de que la cizalladura disminuyó, el sistema se organizó mejor y se fortaleció en la tormenta tropical Teddy a las 00:00 UTC del 14 de septiembre, convirtiéndola en la 19.ª tormenta tropical atlántica más temprana registrada, superando a la Tormenta subtropical Azores de 2005 en 20 días. Continuó intensificándose a medida que se organizó mejor, con un ojo que comenzó a formarse a fines del 15 de septiembre. Luego se intensificó rápidamente en un huracán alrededor de las 00:00 UTC del 16 de septiembre. La tormenta continuó intensificándose rápidamente con una presión central que descendía continuamente, convirtiéndose en un huracán de categoría 2 a las 12:00 UTC de ese mismo día. La cizalladura del viento aumentó un poco después y detuvo la intensificación de Teddy durante el resto del día, permaneciendo como un huracán de categoría 2. A principios del día siguiente, la cizalladura del viento se relajó y Teddy continuó intensificándose rápidamente. A las 12:00 UTC de ese día, Teddy se había convertido en el segundo huracán mayor de la temporada como un huracán categoría 3 con vientos de 185 km/h (115 mph) y una presión central mínima de 960 mbar. Una explosión de convección hizo que Teddy en solo seis horas se convirtiera en un huracán categoría 4 a las 18:00 UTC de ese día y  alcanzó su intensidad máxima de 220 km/h (140 mph) y una presión central mínima de 945 mbar a las 00:00 UTC del 18 de septiembre. La fluctuación interna y un ciclo de reemplazo de la pared del ojo hicieron que la tormenta comenzara a debilitarse y Teddy cayó por debajo de la categoría 4 a las 12:00 UTC del 18 de septiembre. Las continuas fluctuaciones internas hicieron que el ojo casi se disipara y Teddy se debilitó por debajo del estado de huracán mayor a las 00:00 UTC del 20 de septiembre. 
Teddy continuó moviéndose hacia el norte, debilitándose continuamente hasta convertirse en un huracán de categoría 1 a las 18:00 UTC del 20 de septiembre cuando comenzó a fusionarse con una depresión a fines del 21 de septiembre. A partir de ahí, Teddy comenzó a intensificarse nuevamente con la presión barométrica descendiendo continuamente aunque sus vientos máximos sostenidos se mantenían estables en 150 km/h (90 mph), debido a una combinación de infusión de energía baroclínica y aguas oceánicas cálidas de la Corriente del Golfo. A partir de las 00:00 UTC del 22 de septiembre los vientos máximos sostenidos de Teddy comenzaron a aumentar y a las 12:00 UTC de ese mismo día había llegado a un segundo pico de intensidad como un huracán categoría 2 con vientos de 165 km/h (105 mph) y una presión central mínima de 949 mbar. Teddy también duplicó su tamaño como resultado de fusionarse con el comedero. El huracán siguió expandiéndose pero comenzó a debilitarse debido al inicio a una transición extratropical mientras se acercaba a la costa sur de Nueva Escocia. Aunque Teddy parecía ser un ciclón postropical, Hurricane Hunters también encontró un núcleo cálido en el centro de Teddy. Sin embargo, se debilitó hasta convertirse en un huracán de categoría 1 seis horas después de alcanzar su segundo pico de intensidsd antes de completar su transición a extratropical a las 06:00 UTC del 23 de septiembre a 160 millas al sur de Halifax, Canadá. A las 12:00 UTC de ese día el ciclón extratropical Teddy tocó tierra cerca de Ecum Secum, Nueva Escocia, con vientos máximos sostenidos de 100 km/h (65 mph) y una presión central mínima de 964 mbar. Luego se movió rápidamente hacia el norte-noreste a través del Golfo de San Lorenzo hacia el oeste de Terranova como una baja extratropical en descomposición.
El 18 de septiembre, un hombre y una mujer se ahogaron en las aguas de la playa La Pocita en Loíza, Puerto Rico debido a las corrientes de resaca y las olas que Teddy estuvo causando en el norte de las Antillas Menores y Antillas Mayores. Otra persona se ahogó debido a las corrientes de resaca en Nueva Jersey.

### Tormenta tropical Vicky
En las primeras horas del 11 de septiembre, una onda tropical se movió frente a la costa de África occidental. La perturbación se organizó de manera constante, y a las 00:00 UTC del 14 de septiembre la perturbación se convirtió en la Depresión Tropical Veintiuno. La depresión continuó organizándose y se fortaleció en la Tormenta Tropical Vicky seis horas después, a las 06:00 UTC de ese día según los datos del dispersómetro, convirtiéndose en la vigésima tormenta tropical más temprana registrada en una temporada de huracanes del Atlántico, superando la antigua marca del 5 de octubre, que fue establecida previamente por la tormenta tropical Tammy en 2005. También fue la primera tormenta atlántica llamada con letra V desde el Huracán Vince de 2005. A pesar de un cizallamiento extremadamente fuerte que eliminó todo menos un pequeño grupo convectivo al noreste de su centro, Vicky se intensificó aún más, alcanzando su intensidad máxima con vientos sostenidos de 1 minuto de 50 mph (85 km/h) y una presión de 1001 mbar a las 12:00 UTC del 15 de septiembre. Finalmente, 50 nudos (60 mph) de cizalladura del viento comenzaron a afectar a Vicky, y los vientos de Vicky comenzaron a disminuir. Se debilitó en una depresión tropical a las 12:00 UTC del 17 de septiembre antes de degenerar en un mínimo remanente doce horas después, cerca de las 00:00 UTC del 18 de septiembre a 800 millas al oeste - noroeste de Cabo Verde. La baja continuó hacia el oeste produciendo una débil convección desorganizada y finalmente se disipó cerca de las 00:00 UTC del 20 de septiembre.
La ola tropical que generó la tormenta tropical Vicky provocó inundaciones en las islas de Cabo Verde a menos de una semana después de que la tormenta tropical Rene atravesara la región. Una persona murió en Praia el 12 de septiembre por la onda tropical.

### Tormenta tropical Beta
El 10 de septiembre, el NHC comenzó a monitorear un canal de baja presión que se había formado sobre el noreste del Golfo de México. No se esperaba el desarrollo del sistema en ese momento debido a los fuertes vientos en los niveles superiores producidos por el Huracán Sally. No obstante, la perturbación persistió, moviéndose hacia el suroeste del Golfo de México, donde comenzó a organizarse cuando Huracán Sally se mudó al sureste de los Estados Unidos a principios del 16 de septiembre. Al día siguiente, las imágenes de satélite revelaron que el sistema había adquirido una circulación cerrada, demostrando que se había formado la Depresión Tropical Veintidós a las 12:00 UTC del 17 de septiembre. El sistema continuó organizándose mejor y a las 18:00 UTC del 18 de septiembre, el sistema se fortaleció en la Tormenta Tropical Beta, convirtiéndose en la 23ª tormenta tropical más temprana registrada en una temporada de huracanes en el Atlántico, superando la antigua marca del 22 de octubre, que fue fijada previamente por la tormenta tropical Alpha en 2005. Aunque se vio afectada por la cizalladura del viento y el aire seco, la tormenta continuó intensificándose, alcanzando una  velocidad máxima de vientos de 100 Km/h (65 mph) a las 18:00 UTC del 20 de septiembre y una presión mínima de 993 mb a las 00:00 UTC del 21 de septiembre, con una breve característica de ojo de nivel medio visible en las imágenes de radar. Sin embargo, se volvió casi estacionario después de girar hacia el oeste sobre el Golfo de México. Esto causó surgencia y los continuos efectos negativos del aire seco y la cizalladura del viento hicieron que la tormenta se desorganizara. Cuando Beta se acercó a la costa de Texas, se debilitó un poco antes de tocar tierra en la Península de Matagorda a las 02:45 UTC del 22 de septiembre con vientos de 50 mph (85 km/h) y una presión de 997 mb. Posteriormente, Beta se debilitó un poco más, cayendo al estado de depresión tropical a las 18:00 UTC de ese día. Beta se convirtió en un ciclón extratropical sobre Texas a las 00:00 UTC del 23 de septiembre.
Beta provocó grandes inundaciones en las calles y autopistas de Houston, y la intensa lluvia provocó que más de 100.000 galones de aguas residuales domésticas se vieran en cinco lugares de la ciudad. El 22 de septiembre, se denunció la desaparición de un pescador en Brays Bayou, Texas y, cuatro horas después, el Departamento de Policía de Houston descubrió su cuerpo.

### Tormenta tropical Wilfred
El 13 de septiembre, el NHC comenzó a monitorear una onda tropical sobre África para un posible desarrollo. La ola emergió posteriormente sobre el Atlántico oriental y comenzó a organizarse lentamente a medida que avanzaba hacia el oeste, aunque no logró obtener una circulación de bajo nivel bien definida (LLC). No obstante, a las 18:00 UTC del 17 de septiembre, se encontró una LLC y, como el sistema ya tenía vientos huracanados, se designó como tormenta tropical Wilfred. Wilfred se convirtió en la primera tormenta tropical número 21 registrada en una temporada de huracanes en el Atlántico, superando la antigua marca del 8 de octubre, que fue establecida previamente por el Huracán Vince en el 2005, y es solo la segunda tormenta con nombre "W" del Atlántico (que se une al Huracán Wilma de 2005) desde que comenzaron los nombres en 1950. Ubicado en una latitud relativamente baja, Wilfred permaneció débil y cambió poco en apariencia debido a la cizalladura del viento y las condiciones desfavorables causado por la salida del cercano Huracán Teddy. Como resultado, Wilfred no se fortaleció aún más, debilitándose posteriormente a una depresión tropical a las 12:00 UTC del 20 de septiembre. Wilfred finalmente se disipó a las 06:00 UTC del 21 de septiembre a 800 millas al este de las Antillas Menores.

### Tormenta subtropical Alpha
A las 06:00 UTC del 15 de septiembre, el NHC, junto con Météo-France, comenzaron a rastrear un área no tropical de baja presión al norte de 48 ° N, varios cientos de millas al norte de las Azores. Se le dio pocas posibilidades de desarrollo a medida que avanzaba hacia el sureste. Durante los días siguientes, se organizó mientras el sistema extratropical que lo rodeaba se debilitaba gradualmente, aunque su proximidad y rápido movimiento hacia la costa hizo que el NHC redujera sus posibilidades de desarrollo. A principios del 17 de septiembre, el sistema comenzó a definirse mejor rápidamente y se convirtió en la Tormenta Subtropical Alpha a las 06:00 UTC de ese día a 650 km al este de las Azores. Durante el resto del día Alpha se intensificó ligeramente y a las 00:00 UTC del 18 de septiembre, Alpha llegó a su máxima intensidad, con vientos de 85 km/h y una presión de 996 mbar. Alpha tocó tierra justo al sur de Figueira da Foz, Portugal, a las 18:40 UTC del 18 de septiembre en su máxima intensidad con vientos de 85 km/h (50 mph) y una presión de 996 mbar,  convirtiéndose en el primer ciclón tropical o subtropical registrado en tocar tierra en Portugal continental. Después de tocar tierra, la tormenta se debilitó rápidamente cayendo al estado de depresión subtropical a las 00:00 UTC del día 19 de septiembre. Seis horas después, a las 06:00 UTC, se convirtió en un remanente bajo sobre el distrito de Viseu en Portugal.
Alpha es la 22ª tormenta tropical / subtropical más temprana, venciendo al Huracán Wilma de 2005 por 29 días, y marcó la segunda vez en la historia registrada (desde 2005 ) que la lista principal de nombres se ha agotado y se han utilizado letras griegas. Además, Alpha superó a la tormenta tropical Christine de 1973 como el ciclón tropical o subtropical de formación más oriental registrado en el Atlántico. Alpha fue el tercer ciclón tropical o subtropical confirmado que tocó tierra en Europa continental, luego de un huracán en España en 1842 y el Huracán Vince (como depresión tropical) en 2005.
En preparación para Alpha el 18 de septiembre, se emitieron advertencias naranjas por fuertes vientos y fuertes lluvias en el distrito de Coímbra y el distrito de Leiría de Portugal. Alpha y su baja asociada produjeron extensos daños por vientos, generaron al menos dos tornados y provocaron inundaciones extremas en las calles. En España, el frente asociado con Alpha provocó el descarrilamiento de un tren en Madrid (nadie resultó gravemente herido), mientras que las tormentas eléctricas en la isla de Ons provocaron un incendio forestal. Una mujer murió en Calzadilla después de que se derrumbara un techo.

### Huracán Gamma
El 29 de septiembre, el Centro Nacional de Huracanes comenzó a monitorear una onda tropical sobre las Antillas Menores en busca de desarrollo potencial a medida que avanzaba hacia el Caribe Occidental. Se desplazó lentamente hacia el oeste y permaneció muy amplio y desorganizado durante un par de días. A medida que se acercaba a la costa de Honduras el 1 de octubre, la ola generó una amplia zona de baja presión y comenzó a organizarse rápidamente sobre las inusualmente cálidas aguas del Caribe occidental. A las 06:00 UTC del 2 de octubre, la baja ganó suficiente organización para ser designada como Depresión Tropical Veinticinco al noreste de Honduras. Durante la mañana la depresión continuó intensificándose y a las 18:00 UTC de ese día la depresión se convirtió en la tormenta tropical Gamma convirtiéndose en la 24ª tormenta atlántica tropical más temprana registrada, superando la marca establecida por el Huracán Beta en 2005 en 24 días. Gamma comenzó a intensificarse rápidamente, alcanzando brevemente la fuerza de un huracán categoría 1 justo antes de tocar tierra en Tulum, México en la Península de Yucatán a las 16:45 UTC del 3 de octubre en su máxima intensidad, con vientos de 120 km/h (75 mph) y una presión central mínima de 978 mbar, justo cuando comenzaba a formar un ojo. A las 18:00 UTC de ese día, después de tocar tierra, Gamma se degradó al estado de tormenta tropical mientras se movía sobre la parte noreste de Quintana Roo y continuaba debilitándose. Luego la tormenta emergió sobre el sur del Golfo de México y se intensificó un poco a principios del 4 de octubre, y alcanzó un segundo pico de intensidad con vientos de 65 mph (100 km/h) y una presión de 994 mbar, pero se desaceleró aún más y se quedó estacionario en un punto antes de que un rápido aumento de la cizalladura del viento dejara el centro expuesto, lo que lo debilitó a una depresión tropical a las 18:00 UTC del 5 de octubre. La tormenta tocó tierra por segunda vez en San Felipe, Yucatán con vientos de 55 km/h (35 mph) y una presión de 1005 mbar a las 03:00 UTC del 6 de octubre. La tormenta se disipó quince horas después de tocar tierra, a las 18:00 UTC de ese día sobre la Península de Yucatán, ya que no logró reconstruir ninguna convección central.
Se emitieron numerosas alertas y advertencias de ciclones tropicales para partes de México en la Península de Yucatán luego de la formación de Gamma y miles de personas fueron evacuadas. Gamma produjo fuertes vientos, fuertes lluvias, inundaciones repentinas, y deslizamientos de tierra en la región. Seis personas murieron en México debido a la tormenta.

### Huracán Delta
El 1 de octubre, el NHC comenzó a monitorear una onda tropical en el Caribe oriental en busca de un desarrollo potencial. Se movió constantemente hacia el oeste a 15-20 mph (24-32 km/h) y comenzó a organizarse a última hora del 3 de octubre. La ola continuó organizándose y a las 18:00 UTC del 4 de octubre se convirtió en la Depresión Tropical Veintiséis. A las 12:00 UTC del día siguiente, la depresión continuó organizándose y se convirtió en la Tormenta Tropical Delta, mientras que se encontraba aproximadamente a 160 km al sur de Jamaica. Esto convirtió a la tormenta en la primera tormenta tropical del Atlántico número 25 registrada, superando la antigua marca del 15 de noviembre, que fue establecida previamente por la tormenta tropical Gamma en 2005. Poco después, Delta comenzó a intensificarse rápidamente y, 12 horas después, a las 00:00 UTC del 6 de octubre el NHC declaró que había alcanzado la fuerza de huracán, convirtiéndose en el décimo huracán de la temporada con vientos de 120 km/h y una presión de 980 mbar. Los vientos en Delta continuaron fortaleciéndose rápidamente durante la mañana del 6 de octubre, y en solo 18 horas Delta había pasado de ser un huracán categoría 1 con vientos de 120 km/h a un huracán categoría 4 con vientos de 220 km/h a las 18:00 UTC de ese mismo día. La velocidad vertiginosa de intensificación de Delta se debió a una combinación de temperaturas extremadamente cálidas del agua del océano y baja cizalladura del viento. Después de alcanzar su máxima intensidad con una presión de 953 mb y una velocidad del viento de 140 mph (220 km/h), Delta se debilitó abruptamente el 7 de octubre debido a un ligero aumento en la cizalladura del viento a nivel medio, que inhibió el flujo de salida de la tormenta en los niveles superiores e interrumpió su pequeño núcleo. Delta continuó debilitándose antes de tocar tierra cerca de Puerto Morelos, México a las 10:30 UTC del 7 de octubre como un huracán de categoría 2 con velocidades de viento de 105 mph (165 km/h) y una presión de 971 mbar. Se debilitó más a medida que avanzaba por tierra y hacia el Golfo de México, cayendo al estado de Categoría 1 antes de comenzar a reorganizarse nuevamente. Recuperó el estatus de Categoría 2 a principios del 8 de octubre y continuó intensificándose. Recuperó el estatus de Categoría 3 más tarde ese día y a las 00:00 UTC del 9 de octubre, Delta alcanzó nuevamente su presión más baja de 953 mb cuando la velocidad del viento alcanzó un pico secundario de 115 mph (185 km/h). Al girar hacia el norte y luego hacia el noreste, Delta comenzó a debilitarse al entrar en un área de mayor cizalladura del viento, aire seco y aguas más frías. Fue degradado a huracán de categoría 2 a las 18:00 UTC. Delta luego tocó tierra cerca de Creole, Louisiana, con vientos de 100 mph (155 km/h) y una presión de 970 mb a las 23:00 UTC. Se debilitó rápidamente a tormenta tropical siete horas después, a las 06:00 UTC del 10 de octubre, y doce horas después, a las 18:00 UTC de ese mismo día, Delta se convirtió en un ciclón extratropical sobre Misisipi.
Se emitieron alertas y advertencias generalizadas en el Caribe Occidental y la Costa del Golfo de Estados Unidos. Muchas áreas en Luisiana todavía estaban lidiando con las secuelas del Huracán Laura seis semanas antes de Delta, especialmente las áreas alrededor de Cameron y Lake Charles. Se emitieron estados de emergencia en Louisiana, Misisipi y Alabama y se evacuaron numerosas áreas costeras, bajas y propensas a inundaciones. El precursor de Delta trajo mal tiempo en las Antillas Menores, Islas ABC, Islas Vírgenes, Puerto Rico, La Española, Jamaica y Cuba. Se produjeron cortes de energía generalizados, árboles y líneas eléctricas dañadas y daños estructurales en toda la Península de Yucatán. Antes de la llegada del huracán, un hombre de 65 años en Tizimín, Yucatán perdió la vida luego de caer desde el segundo piso de su casa mientras se preparaba para la tormenta. Pasada la tormenta, una mujer murió en Mérida tras ser electrocutada al tocar un poste de energía derribado. Un hombre y una mujer se ahogaron cerca de Destin, Florida tras quedar atrapadas en fuertes corrientes de resaca producidas por el huracán Delta. Mientras tanto, fuertes lluvias, fuertes vientos, marejadas ciclónicas y tornados azotaron el Sureste de los Estados Unidos, incluidos Cameron y Lake Charles, Louisiana, que todavía se estaba recuperando del Huracán Laura. En Louisiana, un hombre de 86 años murió por electrocutamiento y en Iberia Parish una mujer de 70 años murió en un incendio probablemente causado por una fuga de gas natural tras los daños de Delta.

### Huracán Epsilon
El NHC comenzó a monitorear una baja no tropical a fines del 15 de octubre. Se organizó lentamente y ganó convección a pesar de la cizalladura moderada del viento mientras serpenteaba al sureste de Bermuda. A las 06:00 UTC del 19 de octubre, el NHC emitió un aviso especial sobre el sistema a medida que se volvía más definido, y lo denominó Depresión Tropical Veintisiete, ya que se volvió casi estacionario. Seis horas más tarde, a las 12:00 UTC el sistema se fortaleció y se convirtió en la tormenta tropical Épsilon, lo que la convirtió en la tormenta con nombre 26 del Atlántico que se formó más temprano. Épsilon se fortaleció gradualmente al día siguiente en el Atlántico central, acercándose a la fuerza de un huracán mientras completaba un pequeño circuito en sentido antihorario. Pronto se hizo evidente un ojo en las imágenes de satélite infrarrojas, y se declaró que Épsilon había alcanzado la fuerza de huracán a las 00:00 UTC del 21 de octubre. En el transcurso del día, Épsilon se fue intensificando poco a poco y a las 18:00 UTC del 21 de octubre, la tormenta se había fortalecido aún más hasta convertirse en un huracán de categoría 3, convirtiéndose en el cuarto huracán mayor de la temporada. Su inusual y rápida intensificación sobre las temperaturas frías de la superficie del mar y dentro de una cizalladura moderada de nivel medio no tuvo precedentes y también fue la tormenta más al este registrada que se había intensificado rápidamente tan tarde en una temporada. Seis horas después, a las 00:00 UTC del 22 de octubre, alcanzó su máxima intensidad con vientos sostenidos de 115 mph (185 km/h) y una presión de 952 mbar. A las 06:00 UTC de ese día, la tormenta comenzó a debilitarse con el ojo cada vez más lleno de nubes y su campo de viento se redujo y Épsilon se degradó a un huracán de categoría 2 cuando las condiciones cercanas comenzaron a deteriorarse aún más. El ojo comenzó a emerger más tarde en el día y los aviones de reconocimiento encontraron que la tormenta se había debilitado hasta convertirse en un huracán de categoría 1 a las 12:00 UTC de ese día. Esa noche, Épsilon hizo su avance más cercano hacia Bermuda, pasando unos 310 km (190 millas) al este. Épsilon continuó debilitándose muy lentamente a medida que avanzaba hacia el norte, hacia la extensión norte de la Corriente del Golfo y encontró temperaturas más frías en la superficie del mar. En la mañana del 25 de octubre, su campo de viento estaba comenzando a crecer nuevamente cuando el huracán comenzó su transición extratropical; aunque continuó produciendo convección del núcleo interno. Épsilon cayó por debajo de la intensidad de un huracán a las 18:00 UTC mientras era casi un ciclón extratropical. A las 06:00 UTC del 26 de octubre, Épsilon completó su transición extratropical sobre el Atlántico norte a 490 millas al este de Cape Race, Terranova.
El gran campo de vientos del huracán provocó la emisión de una alerta de tormenta tropical para las Bermudas a las 15:00 UTC del 20 de octubre, que luego se actualizó a una advertencia 24 horas después. Estos se suspendieron el 23 de octubre cuando la tormenta comenzó a alejarse de estas islas con impactos generalmente menores registrados. Un hombre de 27 años de edad se ahogó en Daytona Beach, Florida debido a las corrientes de resaca.

### Huracán Zeta
A las 00:00 UTC del 15 de octubre, el NHC comenzó a monitorear el suroeste del Caribe para detectar el posible desarrollo gradual de una amplia zona de baja presión sobre la región. A las 18:00 UTC del 19 de octubre, se había formado una zona de baja presión en el Caribe occidental, pero los vientos desfavorables en los niveles superiores obstaculizaron un mayor desarrollo. Al día siguiente, una evaluación de las condiciones llevó al NHC a concluir que el sistema no tenía posibilidades de desarrollarse. Sin embargo, tres días después, nuevas imágenes de satélite y datos de radar mostraron que el sistema, que en ese entonces se encontraba justo al oeste de la isla Gran Caimán, se estaba definiendo gradualmente mejor. A las 12:00 UTC del 24 de octubre, el sistema se había organizado lo suficiente como para ser designado como Depresión Tropical Veintiocho. A las 00:00 UTC del día siguiente, la depresión se convirtió en la tormenta tropical Zeta convirtiéndose en la 27ª tormenta tropical o subtropical del Atlántico más temprana registrada, superando la antigua marca del 29 de noviembre, establecida por el Huracán Épsilon de 2005. Después de permanecer inmóvil durante aproximadamente un día, la tormenta comenzó a moverse hacia el noroeste hacia la Península de Yucatán. A pesar de cierta cizalladura hacia el norte-noroeste, Zeta se intensificó constantemente, alcanzando el estado de huracán a las 06:00 UTC del 26 de octubre. Durante el resto de ese día, Zeta continuó intensificándose con su presión barométrica cayendo constantemente. A las 03:55 UTC del 27 de octubre, Zeta tocó tierra cerca de la Ciudad Chemuyil, Tulum en México con vientos de 130 Km/h (85 mph) y una presión de 977 mbar. El huracán se debilitó rápidamente a tormenta tropical mientras estaba tierra adentro a las 12:00 UTC de ese día. Zeta se trasladó frente a la costa norte de la península a las 15:00 UTC.
El aire seco envolvió la mitad norte de la circulación de Zeta, dejando el centro expuesto a pesar de tener una gran cantidad de flujo de salida a su alrededor. La tormenta tocó fondo a 100 km/h (65 mph) y 990 mb a las 00:00 UTC del 28 de octubre; sin embargo, grandes ráfagas de convección ya se estaban reformando en el centro y rápidamente se formó un ojo irregular. A las 06:00 UTC, Zeta se convirtió nuevamente en huracán cuando comenzó otra fase de rápida intensificación. Luego comenzó a acelerar mientras giraba hacia el noreste frente a un vigoroso nivel superior bajo sobre el oeste de Texas. Se convirtió en huracán de categoría 2 de alta gama a las 18:00 UTC. Continuó fortaleciéndose hasta que alcanzó su intensidad máxima como un huracán mayor de categoría 3 con vientos de 185 km/h (110 mph) y una presión mínima de 970 mbar, cuando tocó tierra cerca de Cocodrie, Louisiana a las 21:00 UTC. La tormenta comenzó a debilitarse gradualmente a medida que avanzaba directamente sobre Nueva Orleans y aceleraba hacia el noreste. Se debilitó a huracán de categoría 2 de gama baja a las 00:00 UTC del 29 de octubre, aunque se mantuvo bien organizado en imágenes de satélite. Se debilitó hasta convertirse en tormenta tropical sobre el centro de Alabama a las 06:00 UTC del 29 de octubre antes de convertirse en un ciclón postropical sobre el centro de Virginia 12 horas después, a las 18:00 UTC de ese día. 
Se emitieron numerosas alertas y avisos de ciclones tropicales en áreas que ya habían enfrentado otros ciclones tropicales durante la temporada. Se emitieron estados de emergencia en Louisiana, Misisipi y Alabama. Las fuertes lluvias en Jamaica provocaron un deslizamiento de tierra que mató a un hombre ya su hija en su casa el 24 de octubre. Los fuertes vientos y la marejada ciclónica derribaron ramas de árboles en las calles inundadas de Playa del Carmen, cerca de donde Zeta tocó tierra en México. Zeta fue el huracán más fuerte que tocó tierra en los Estados Unidos continentales en este punto de la temporada en más de 100 años. Al menos una persona murió en Nueva Orleans debido a la electrocución de cables eléctricos caídos. Otra persona en Biloxi, Misisipi se ahogó en un puerto deportivo mientras grababa un video de la tormenta. Una persona en el condado de Clarke, Alabama, y tres personas en Georgia también murieron por la caída de árboles. Más tarde, el sistema trajo una gran acumulación de nieve que provocó la caída de líneas eléctricas y numerosos accidentes en partes de Nueva Inglaterra.

### Huracán Eta
El 29 de octubre, el NHC comenzó a monitorear dos ondas tropicales fusionadas que se movían hacia el Caribe Oriental. El sistema se organizó de manera constante y a las 21:00 UTC del 31 de octubre fue designado Depresión Tropical Veintinueve. El 1 de noviembre, según las estimaciones de la intensidad de los satélites, la depresión se convirtió en tormenta tropical Eta a las 03:00 UTC. Esto empató 2020 para las tormentas más nombradas registradas junto con 2005. Eta se intensificó rápidamente más tarde ese día, alcanzando el estado de huracán a las 09:00 UTC del 2 de noviembre a medida que disminuía la velocidad. La rápida intensificación continuó, y Eta se intensificó hasta convertirse en un huracán de categoría 4 a las 21:00 UTC del día siguiente. Eta alcanzó su intensidad máxima de 150 mph (240 km/h) y una presión de 923 mbar a las 06:00 UTC del 3 de noviembre. Más tarde, la tormenta comenzó un ciclo de reemplazo de la pared del ojo, que hizo que se debilitara. Completó el ciclo justo cuando tocó tierra a las 21:00 UTC al sur de Puerto Cabezas, Nicaragua, con vientos de 140 mph (220 km/h) y una presión de 940 mbar. Eta se debilitó rápidamente sobre la tierra mientras se movía lentamente hacia el oeste, y se degradó a tormenta tropical a las 09:00 UTC del 4 de noviembre. Al día siguiente, Eta se debilitó a depresión tropical, antes de moverse hacia el noreste de regreso sobre el Caribe. Tres días después, el 7 de noviembre, Eta volvió a convertirse en tormenta tropical a las 15:00 UTC. A pesar de encontrar una fuerte cizalladura del viento, la tormenta continuó fortaleciéndose y tenía vientos sostenidos de 65 mph (105 km/h) y una presión de 991 mbar a las 00:00 UTC del 8 de noviembre. Eta mantuvo su fuerza y desaceleró ligeramente antes de tocar tierra en la provincia cubana de Sancti Spíritus a las 09:00 UTC. A las 04:00 UTC del 9 de noviembre, Eta tocó tierra por tercera vez en el Cayo Lower Matecumbe en los Cayos de Florida con la misma intensidad que en Cuba. Se movió hacia el oeste y luego hacia el suroeste, antes de debilitarse nuevamente debido a las condiciones atmosféricas desfavorables. Sin embargo, Eta finalmente pudo repeler el aire seco, y comenzó a fortalecerse en el Golfo de México. A medida que la tormenta serpenteaba frente a la costa cubana, el centro se reformó bajo su masa convectiva y se organizó mejor a medida que giraba hacia el noreste y se acercaba a la costa oeste de Florida. A las 12:35 UTC del 11 de noviembre, Eta volvió a fortalecerse hasta convertirse en un huracán mínimo cuando apareció una característica ocular en las imágenes del radar de microondas. Sin embargo, otra ráfaga de aire seco erosionó rápidamente su estructura y provocó que el rasgo de su ojo se disipara, debilitando a Eta a la fuerza de tormenta tropical a las 18:00 UTC. El sistema giró más al este y tocó tierra cerca de Cedar Key, Florida a las 09:20 UTC del 12 de noviembre, con vientos de 50 mph (85 km/h). La tormenta se degradó y debilitó aún más sobre la tierra a medida que aceleraba hacia el norte-noreste, emergiendo finalmente sobre las aguas del Atlántico cerca de la frontera entre Florida y Georgia a las 18:00 UTC. Fluctó en intensidad cuando comenzó la transición extratropical.
Se emitieron alertas y avisos de huracanes y tormentas tropicales a lo largo de la costa de Honduras y el noreste de Nicaragua a medida que se acercaba Eta. Más de 10,000 personas buscaron refugio en albergues en Puerto Cabezas y pueblos aledaños. Eta derribó líneas eléctricas y árboles mientras dañaba techos e inundaba Puerto Cabezas. En general, al menos 153 muertes en Centroamérica se han atribuido a la tormenta, incluidas 62 en Honduras, 42 en Guatemala, 27 en México, 17 en Panamá, dos en Nicaragua, dos en Costa Rica y una en El Salvador. Una vez que el sistema comenzó a reorganizarse en el Caribe, se emitieron alertas de tormenta tropical el 5 de noviembre en las Islas Caimán. Se emitieron más avisos en partes de Cuba, desde Camagüey hasta Pinar del Río, el noroeste de Bahamas y el sur de Florida. Eta trajo fuertes lluvias y ráfagas de viento a las Islas Caimán y Cuba, la última de las cuales ya estaba lidiando con ríos desbordados que provocaron evacuaciones. Se registraron fuertes lluvias y vientos con fuerza de tormenta tropical en todos los Cayos de Florida y el sur de Florida, así como en la mitad sur de Florida Central, lo que provocó inundaciones generalizadas en la región. El segundo acercamiento y el toque de tierra de Eta trajo marejadas ciclónicas y ráfagas de viento en la costa oeste de Florida Central, así como fuertes lluvias adicionales en el norte de Florida. Una persona murió en Florida luego de ser electrocutada en las inundaciones de Eta.

### Tormenta tropical Theta
El 6 de noviembre, el NHC comenzó a rastrear un área potencial para el desarrollo de un sistema de baja presión en el Atlántico noreste. Posteriormente se formó una baja no tropical el 8 de noviembre y se organizó mejor cuando comenzó a desprenderse de un límite frontal. A las 00:00 UTC del 10 de noviembre, se convirtió en la Tormenta Subtropical Theta, la primera tormenta con nombre número 29 en una temporada de huracanes en el Atlántico, rompiendo el récord establecido en 2005. A las 18:00 UTC, las estimaciones de imágenes de satélite revelaron que Theta se había convertido completamente en tropical y había llegado a su máxima intensidad con vientos sostenidos de 70 mph (110 km/h) y una presión de 987 mb. Sin embargo, los efectos de la fuerte cizalladura del suroeste y las aguas más frías comenzaron a afectar a Theta y la tormenta tropical se debilitó un poco el 11 de noviembre a las 00:00 UTC. En la noche de ese día, Theta comenzó a reorganizarse debido a condiciones ligeramente mejores, y justo un día después, a las 00:00 UTC del 12 de noviembre, la tormenta se había fortalecido ligeramente, llegando a su máxima intensidad por segunda vez. Esta intensidad no duró mucho ya que la tormenta comenzó a debilitarse nuevamente a las 06:00 UTC de ese día debido a las aguas frías del mar y a que su convección disminuyó. Continuó hacia el este, disminuyendo su intensidad aproximadamente tres días, y apenas resistía como una tormenta tropical mínima. A las 06:00 UTC del día 15 de noviembre, Theta se debilitó hasta convertirse en una depresión tropical. A las 12:00 UTC se convirtió en un remanente bajo a 105 millas al suroeste de Madeira y posteriormente se debilitó

### Huracán Iota
A las 18:00 UTC del 8 de noviembre de 2020, el Centro Nacional de Huracanes (NHC) comenzó a monitorear el Caribe central en busca de una onda tropical que se pronosticaba que ingresaría al área y potencialmente se convertiría en un área de baja presión. Posteriormente, la ola entró en el Caribe oriental a las 06:00 UTC del 10 de noviembre y se trasladó hacia el oeste en un entorno más propicio para el desarrollo. A última hora del 11 de noviembre, la ola comenzó a organizarse mejor y, a las 12:00 UTC del 13 de noviembre, se había convertido en la depresión tropical Treinta y Uno en el sur del Caribe, empatando la temporada de 2005 para la mayoría de las depresiones tropicales en una temporada. La depresión continuó fortaleciéndose y seis horas más tarde, a las 18:00 UTC, el sistema se fortaleció en la tormenta tropical Iota. Después de su fortalecimiento a tormenta tropical, Iota no se intensificó mucho debido a la cizalladura del viento y el aire seco y permaneció con vientos de 65 km/h (40 mph) por casi 18 horas, y la presión solo la disminuyó de 1005 a 1004 mbar. Después de luchar contra la cizalladura del viento y el aire seco, Iota comenzó a intensificarse rápidamente cuando su convección comenzó a envolver su centro el 14 de noviembre. A las 06:00 UTC del 15 de noviembre, Iota alcanzó el estado de huracán con vientos de 120 km/h (75 mph) y una presión de 988 mbar. Durante el resto del día, siguió intensificándose, permaneciendo como un huracán de categoría 1 por casi 18 horas, antes de fortalecerse en un huracán de categoría 2 a las 00:00 UTC del 16 de noviembre. En solo seis horas, a las 06:00 UTC de ese día, Iota pasó de ser un huracán categoría 2 con vientos de 165 km/h (105 mph) y una presión de 961 mbar a un huracán de categoría 4 con vientos de 220 km/h (140 mph) y una presión de 935 mbar. Un vuelo de cazadores de huracanes encontró relámpagos intensos en la pared del ojo suroeste de Iota junto con granizo, que es extremadamente raro en un huracán. Seis horas después, a las 12:00 UTC de ese mismo día, Iota alcanzó su intensidad máxima como un huracán de categoría 5, con vientos máximos sostenidos de 260 km/h (162 mph) y una presión central mínima de 917 mbar. Durante un período de 42 horas, Iota aumentó sus vientos en 165 km/h y disminuyó su presión en 80 mbar. Después de alcanzar un máximo de intensidad, Iota se trasladó a la misma zona donde había pasado el Huracán Eta dos semanas antes, dejando aguas relativamente frescas, y como resultado se debilitó un poco y su presión aumentó a 918 mbar y los vientos máximos sostenidos bajaron un poco, a 240 km/h (150 mph), y durante este tiempo su ojo pasó cerca de las islas de Providencia y Santa Catalina Por más de 9 horas Iota mantuvo esa intensidad y a las 03:40 UTC del 17 de noviembre, tocó tierra a lo largo de la costa noreste de Nicaragua, a 20 millas al sur-suroeste de Puerto Cabezas cerca de la ciudad de Haulover con vientos sostenidos de 230 km/h (145 mph) y una presión central mínima de 921 mbar. La ubicación de Iota en tierra estaba aproximadamente a 15 millas (25 km) al sur de donde el Huracán Eta tocó tierra el 3 de noviembre. Después de tocar tierra, Iota se debilitó rápidamente, cayendo a un huracán de categoría 3 de alta gama a las 06:00 UTC de ese día con vientos de 205 km/h (125 mph) y una presión de 935 mbar. Se debilitó aún más y cayó al estado de huracán categoría 1 a las 12:00 UTC de ese día con vientos de 140 km/h (85 mph) y una presión de 965 mbar. Iota cayó por debajo del estado de huracán a las 18:00 UTC de ese día. La tormenta se debilitó a una depresión tropical después de ingresar a El Salvador a las 12:00 UTC del 18 de noviembre y seis horas después, a las 18:00 UTC se disipó sobre el oeste de El Salvador.
La ola precursora de Iota generó inundaciones repentinas en la mayoría de las islas del Caribe. Las alertas y advertencias de ciclones tropicales se emitieron por primera vez el 14 de noviembre en partes de Colombia, Nicaragua y Honduras, y las dos últimas aún se estaban recuperando del huracán Eta solo dos semanas antes. Las fuertes lluvias asociadas con una onda tropical y Iota trajeron fuertes lluvias a partes de Colombia, lo que provocó inundaciones repentinas y deslizamientos de tierra; diez personas murieron en Colombia, debido al huracán Iota. Iota dejó cuantiosas lluvias en Centroamérica y mató a 56 personas en Nicaragua donde también trajo lluvias extremas y poderosas marejadas ciclónicas, además de inundar varias áreas del país y las áreas circundantes. En Honduras fallecieron 13 personas, 2 en El Salvador, 2 en Guatemala y 1 en Panamá. En total, Iota dejó al menos 84 personas fallecidas y $1.4 mil millones USD en daños a su paso por Centroamérica.

## Estadísticas de temporada

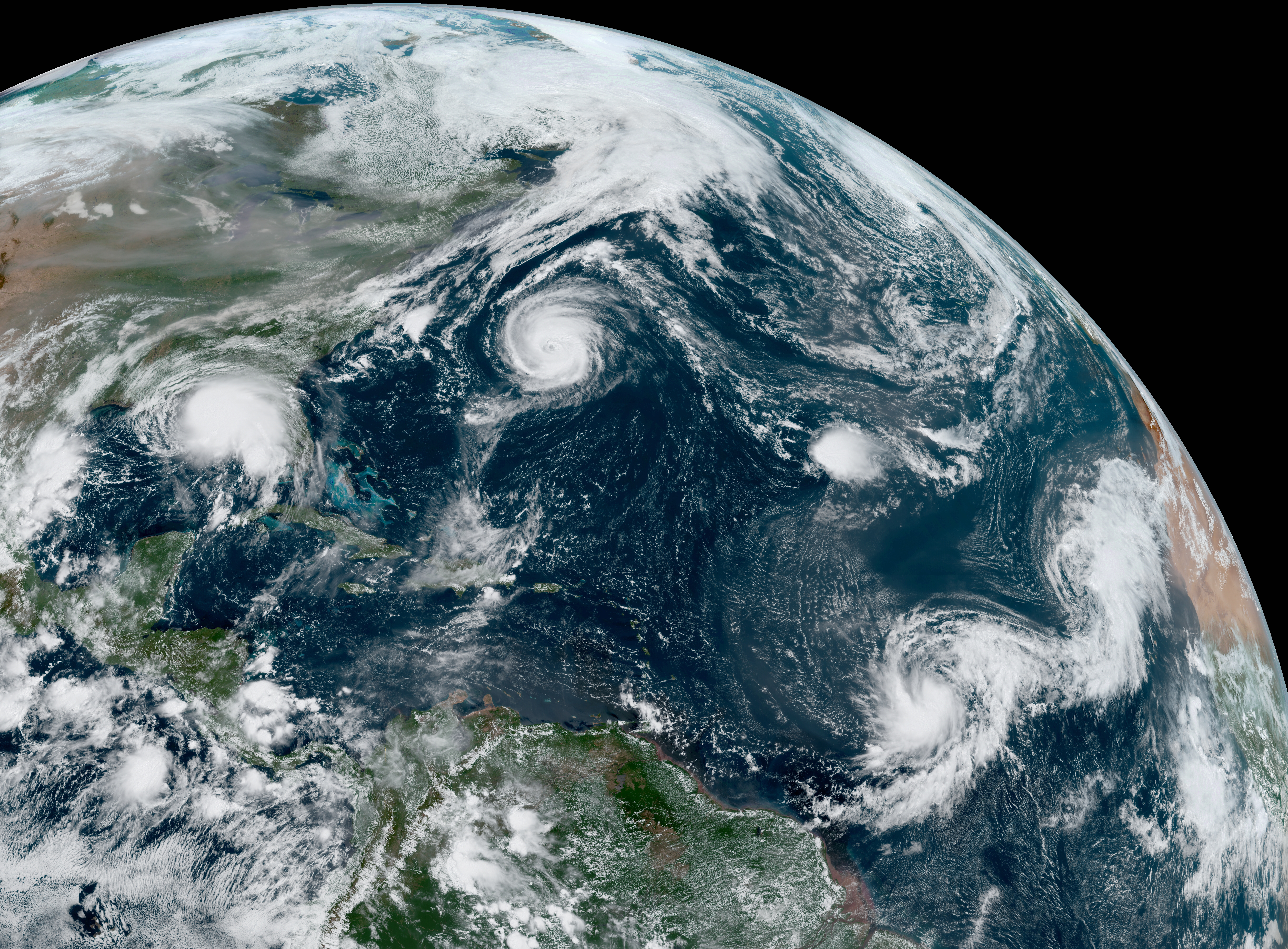
El huracán Paulette, la depresión tropical Rene, el huracán Sally, la tormenta tropical Teddy y la tormenta tropical Vicky el 14 de septiembre de 2020.

Esta es una tabla de todos los sistemas que se han formado en la temporada de huracanes de 2020. Incluye su duración, nombres, áreas afectada(s), indicados entre paréntesis, daños y muertes totales. Las muertes entre paréntesis son adicionales e indirectas, pero aún estaban relacionadas con esa tormenta. Los daños y las muertes incluyen totales mientras que la tormenta era extratropical, una onda o un baja, y todas las cifras del daño están en USD 2020.
| DT | TT | 1 | 2 | 3 | 4 | 5 |

| Nombre                  | Fechas activo                   | Categoría de tormenta en intensidad máxima | Vientos máx. (km/h) | Presión min (hPa) | ACE      | Áreas afectadas                                             | Áreas afectadas  | Áreas afectadas | Daños (en millones USD) | Muertos |
| Nombre                  | Fechas activo                   | Categoría de tormenta en intensidad máxima | Vientos máx. (km/h) | Presión min (hPa) | ACE      | Lugar                                                       | Fecha            | Vientos (km/h)  | Daños (en millones USD) | Muertos |
| ----------------------- | ------------------------------- | ------------------------------------------ | ------------------- | ----------------- | -------- | ----------------------------------------------------------- | ---------------- | --------------- | ----------------------- | ------- |
| Arthur                  | 16 – 19 de mayo                 | Tormenta tropical                          | 95 (60)             | 990               | 1.7525   | Ninguno                                                     | Ninguno          | Ninguno         | N/A                     | 0       |
| Bertha                  | 27 – 28 de mayo                 | Tormenta tropical                          | 85 (50)             | 1005              | 0.3625   | Carolina del Sur                                            | 28 de mayo       | 85 (50)         | N/A                     | 0       |
| Cristobal               | 1 – 9 de junio                  | Tormenta tropical                          | 95 (60)             | 988               | 3.995    | Atasta, Campeche, México                                    | 3 de junio       | 95 (60)         | $310 millones           | 6       |
| Cristobal               | 1 – 9 de junio                  | Tormenta tropical                          | 95 (60)             | 988               | 3.995    | Sureste de Luisiana                                         | 7 de junio       | 85 (50)         | $310 millones           | 6       |
| Dolly                   | 22 – 24 de junio                | Tormenta tropical                          | 75 (45)             | 1000              | 0.565    | Ninguno                                                     | Ninguno          | Ninguno         | N/A                     | 0       |
| Edouard                 | 4 – 6 de julio                  | Tormenta tropical                          | 75 (45)             | 1005              | 0.565    | Ninguno                                                     | Ninguno          | Ninguno         | N/A                     | 0       |
| Fay                     | 9 – 11 de julio                 | Tormenta tropical                          | 95 (60)             | 998               | 1.145    | Atlantic City, Nueva Jersey                                 | 10 de julio      | 85 (50)         | $220 millones           | 6       |
| Gonzalo                 | 21 – 25 de julio                | Tormenta tropical                          | 100 (65)            | 997               | 2.7825   | Manzanilla Beach, Trinidad                                  | 25 de julio      | 55 (35)         | N/A                     | 0       |
| Hanna                   | 23 – 26 de julio                | Huracán categoría 1                        | 150 (90)            | 973               | 3.5525   | Isla del Padre, Texas                                       | 25 de julio      | 150 (90)        | > $1.2 mil millones     | 10      |
| Hanna                   | 23 – 26 de julio                | Huracán categoría 1                        | 150 (90)            | 973               | 3.5525   | Port Mansfield, Texas                                       | 25 de julio      | 150 (90)        | > $1.2 mil millones     | 10      |
| Isaias                  | 30 de julio – 4 de agosto       | Huracán categoría 1                        | 150 (90)            | 986               | 9.405    | San Pedro de Macorís, República Dominicana                  | 30 de julio      | 100 (65)        | $4.8 mil millones       | 17      |
| Isaias                  | 30 de julio – 4 de agosto       | Huracán categoría 1                        | 150 (90)            | 986               | 9.405    | Gran Inagua, Bahamas                                        | 31 de julio      | 130 (80)        | $4.8 mil millones       | 17      |
| Isaias                  | 30 de julio – 4 de agosto       | Huracán categoría 1                        | 150 (90)            | 986               | 9.405    | Andros, Bahamas                                             | 1 de agosto      | 130 (80)        | $4.8 mil millones       | 17      |
| Isaias                  | 30 de julio – 4 de agosto       | Huracán categoría 1                        | 150 (90)            | 986               | 9.405    | Ocean Isle Beach, Carolina del Norte, Estados Unidos        | 4 de agosto      | 150 (90)        | $4.8 mil millones       | 17      |
| Diez                    | 31 de julio – 1 de agosto       | Depresión tropical                         | 55 (35)             | 1008              | 0        | Ninguno                                                     | Ninguno          | Ninguno         | N/A                     | 0       |
| Josephine               | 11 – 16 de agosto               | Tormenta tropical                          | 75 (45)             | 1004              | 1.535    | Ninguno                                                     | Ninguno          | Ninguno         | N/A                     | 0       |
| Kyle                    | 14 – 15 de agosto               | Tormenta tropical                          | 85 (50)             | 1000              | 0.97     | Ninguno                                                     | Ninguno          | Ninguno         | N/A                     | 0       |
| Laura                   | 20 – 29 de agosto               | Huracán categoría 4                        | 240 (150)           | 937               | 12.9225  | Isla de Antigua y Isla de Nieves                            | 21 de agosto     | 75 (45)         | $ 19.1 mil millones     | 81      |
| Laura                   | 20 – 29 de agosto               | Huracán categoría 4                        | 240 (150)           | 937               | 12.9225  | Santo Domingo, República Dominicana                         | 23 de agosto     | 85 (50)         | $ 19.1 mil millones     | 81      |
| Laura                   | 20 – 29 de agosto               | Huracán categoría 4                        | 240 (150)           | 937               | 12.9225  | Guamá, Santiago de Cuba, Cuba                               | 24 de agosto     | 100 (65)        | $ 19.1 mil millones     | 81      |
| Laura                   | 20 – 29 de agosto               | Huracán categoría 4                        | 240 (150)           | 937               | 12.9225  | Consolación del Sur, Pinar del Río, Cuba                    | 25 de agosto     | 100 (65)        | $ 19.1 mil millones     | 81      |
| Laura                   | 20 – 29 de agosto               | Huracán categoría 4                        | 240 (150)           | 937               | 12.9225  | Louisiana, Estados Unidos                                   | 27 de agosto     | 240 (150)       | $ 19.1 mil millones     | 81      |
| Marco                   | 21 – 25 de agosto               | Huracán categoría 1                        | 120 (75)            | 991               | 3.4325   | Ninguno                                                     | Ninguno          | Ninguno         | N/A                     | 0       |
| Omar                    | 31 de agosto – 5 de septiembre  | Tormenta tropical                          | 65 (40)             | 1003              | 0.735    | Ninguno                                                     | Ninguno          | Ninguno         | N/A                     | 0       |
| Nana                    | 1 – 3 de septiembre             | Huracán categoría 1                        | 120 (75)            | 994               | 2.5175   | Belice, Honduras, Guatemala, Sureste de México, Nicaragua   | 3 de septiembre  | 120 (75)        | N/A                     | 0       |
| Paulette                | 7 – 22 de septiembre            | Huracán categoría 2                        | 165 (105)           | 965               | 15.9075  | Bermudas                                                    | 14 de septiembre | 155 (100)       | $50 millones            | 2       |
| Rene                    | 7 – 14 de septiembre            | Tormenta tropical                          | 75 (45)             | 1001              | 2.035    | Cabo Verde                                                  | 7 de septiembre  | 65 (40)         | N/A                     | 0       |
| Sally                   | 11 – 17 de septiembre           | Huracán categoría 2                        | 175 (110)           | 965               | 7.31     | Cutler Bay, Florida                                         | 12 de septiembre | 55 (35)         | ≥ $7.3 mil millones     | 9       |
| Sally                   | 11 – 17 de septiembre           | Huracán categoría 2                        | 175 (110)           | 965               | 7.31     | Gulf Shores, Alabama                                        | 16 de septiembre | 175 (110)       | ≥ $7.3 mil millones     | 9       |
| Teddy                   | 12 – 23 de septiembre           | Huracán categoría 4                        | 220 (140)           | 945               | 26.165   | Nueva Escocia (extratropical)                               | 23 de septiembre | 100 (65)        | $20 millones            | 3       |
| Vicky                   | 14 – 17 de septiembre           | Tormenta tropical                          | 85 (50)             | 1001              | 2.1475   | Ninguno                                                     | Ninguno          | Ninguno         | N/A                     | 1       |
| Beta                    | 17 – 22 de septiembre           | Tormenta tropical                          | 100 (65)            | 993               | 3.5125   | Península de Matagorda ,Texas                               | 22 de septiembre | 85 (50)         | $225 millones           | 1       |
| Wilfred                 | 17 – 21 de septiembre           | Tormenta tropical                          | 65 (40)             | 1006              | 1.3475   | Ninguno                                                     | Ninguno          | Ninguno         | N/A                     | 0       |
| Alpha                   | 17 – 19 de septiembre           | Tormenta subtropical                       | 85 (50)             | 996               | 1.215    | Península ibérica, Portugal                                 | 18 de septiembre | 85 (50)         | N/A                     | 1       |
| Gamma                   | 2 – 6 de octubre                | Huracán categoría 1                        | 120 (75)            | 978               | 2.7650   | Tulum, Isla Cozumel, Playa del Carmen                       | 3 de octubre     | 120 (75)        | N/A                     | 6       |
| Gamma                   | 2 – 6 de octubre                | Huracán categoría 1                        | 120 (75)            | 978               | 2.7650   | San Felipe, Yucatán                                         | 6 de octubre     | 55 (35)         | N/A                     | 6       |
| Delta                   | 4 – 10 de octubre               | Huracán categoría 4                        | 220 (140)           | 953               | 15.105   | Isla Cozumel, Cancún, Puerto Morelos                        | 7 de octubre     | 165 (105)       | $3.09 mil millones      | 6       |
| Delta                   | 4 – 10 de octubre               | Huracán categoría 4                        | 220 (140)           | 953               | 15.105   | Creola, Luisiana                                            | 9 de octubre     | 155 (100)       | $3.09 mil millones      | 6       |
| Epsilon                 | 19 – 26 de octubre              | Huracán categoría 3                        | 185 (115)           | 952               | 13.3325  | Ninguno                                                     | Ninguno          | Ninguno         | N/A                     | 1       |
| Zeta                    | 24 – 29 de octubre              | Huracán categoría 3                        | 185 (115)           | 970               | 7.5      | Tulum, Isla Cozumel, Playa del Carmen                       | 27 de octubre    | 140 (85)        | $4.42 mil millones      | 9       |
| Zeta                    | 24 – 29 de octubre              | Huracán categoría 3                        | 185 (115)           | 970               | 7.5      | Sureste de Luisiana, Misisipi, Alabama                      | 28 de octubre    | 185 (115)       | $4.42 mil millones      | 9       |
| Eta                     | 31 de octubre – 13 de noviembre | Huracán categoría 4                        | 240 (150)           | 923               | 18.17    | Puerto Cabezas, Nicaragua, Honduras, Guatemala, El Salvador | 3 de noviembre   | 220 (140)       | > $ 8.3 mil millones    | 175     |
| Eta                     | 31 de octubre – 13 de noviembre | Huracán categoría 4                        | 240 (150)           | 923               | 18.17    | Sancti Spíritus, Cuba                                       | 8 de noviembre   | 100 (65)        | > $ 8.3 mil millones    | 175     |
| Eta                     | 31 de octubre – 13 de noviembre | Huracán categoría 4                        | 240 (150)           | 923               | 18.17    | Sur de Florida                                              | 8 de noviembre   | 100 (65)        | > $ 8.3 mil millones    | 175     |
| Eta                     | 31 de octubre – 13 de noviembre | Huracán categoría 4                        | 240 (150)           | 923               | 18.17    | Cedar Key, Florida                                          | 12 de noviembre  | 85 (50)         | > $ 8.3 mil millones    | 175     |
| Theta                   | 10 – 15 de noviembre            | Tormenta tropical                          | 110 (70)            | 987               | 5.305    | Ninguno                                                     | Ninguno          | Ninguno         | N/A                     | 0       |
| Iota                    | 13 – 18 de noviembre            | Huracán categoría 4                        | 250 (155)           | 917               | 12.3175  | Puerto Cabezas, Nicaragua                                   | 17 de noviembre  | 230 (145)       | $ 1.4 mil millones      | 84      |
| Totales de la temporada |                                 |                                            |                     |                   |          |                                                             |                  |                 |                         |         |
| 31 ciclones             | 16 de mayo – 18 de noviembre    |                                            | 250 (155)           | 917               | 180.3725 | 36                                                          | 36               | 36              | > $50.435 mil millones  | 418     |

## Nombres de los ciclones tropicales
Estos nombres se usaron para nombrar a los ciclones tropicales que se formaron en el océano Atlántico norte en 2020. Los nombres que no fueron retirados serán usados de nuevo en la temporada del 2026. Esta es la misma lista utilizada en la temporada del 2014, ya que no se retiraron nombres de ese año. Los nombres de Isaias, Paulette, Rene, Sally, Teddy, Vicky y Wilfred de la Lista Regular se usaron por primera vez en este año. Los nombres griegos Eta, Theta e Iota de la Lista Auxiliar igual se usaron por primera vez. Isaias y Paulette fueron los nombres de reemplazo de Ike y Paloma después de la temporada del 2008, pero no se utilizaron en 2014. La temporada es la segunda y última en que se recurre usar la lista auxiliar de nombres tomados del alfabeto griego. 
| - Arthur - Bertha - Cristobal - Dolly - Edouard - Fay - Gonzalo | - Hanna - Isaias - Josephine - Kyle - Laura - Marco - Nana | - Omar - Paulette - Rene - Sally - Teddy - Vicky - Wilfred |
| Lista auxiliar                                                  |                                                            |                                                            |
| - Alpha - Beta - Gamma                                          | - Delta - Épsilon - Zeta                                   | - Eta - Theta - Iota                                       |

### Nombres retirados
El 17 de marzo de 2021, durante la XLIII sesión de la RA VI Hurricane Committee de la Organización Meteorológica Mundial retiró el nombre de Laura, reemplazándolo por Leah para 2026. Las letras Eta y Iota también se eliminaron.

#### Fin del uso del alfabeto griego
Después de la temporada de huracanes de 2005, el comité de huracanes de la WMO decidió seguir utilizando los nombres de las letras griegas como lista auxiliar cada año, determinando que no era factible retirar un nombre de letra griega eliminando el nombre del uso. En cambio, una tormenta con un nombre de letra griega que se considere digno para ser retirado, se incluiría en la lista de nombres retirados junto con el año de ocurrencia, pero la letra griega se conservaría para uso futuro. En 2020, varias tormentas muy devastadoras con nombres de letras griegas, en particular Eta e Iota (que, según la política anterior, se habrían retirado como "Eta (2020)" e "Iota (2020)" respectivamente), despertaron preocupaciones de los meteorólogos, incluido el jefe retirado del Centro Nacional de Huracanes, James Franklin, que la política actual frustraría el propósito del retiro del nombre. El 17 de marzo de 2021, la WMO anunció que se suspendería el uso de la lista griega para evitar confusiones. En cambio, si se agota la lista de nombres normal, se utilizaría una lista auxiliar que consta de 21 nombres de pila, lo que permitirá eliminar los nombres.